# Punta Arenas

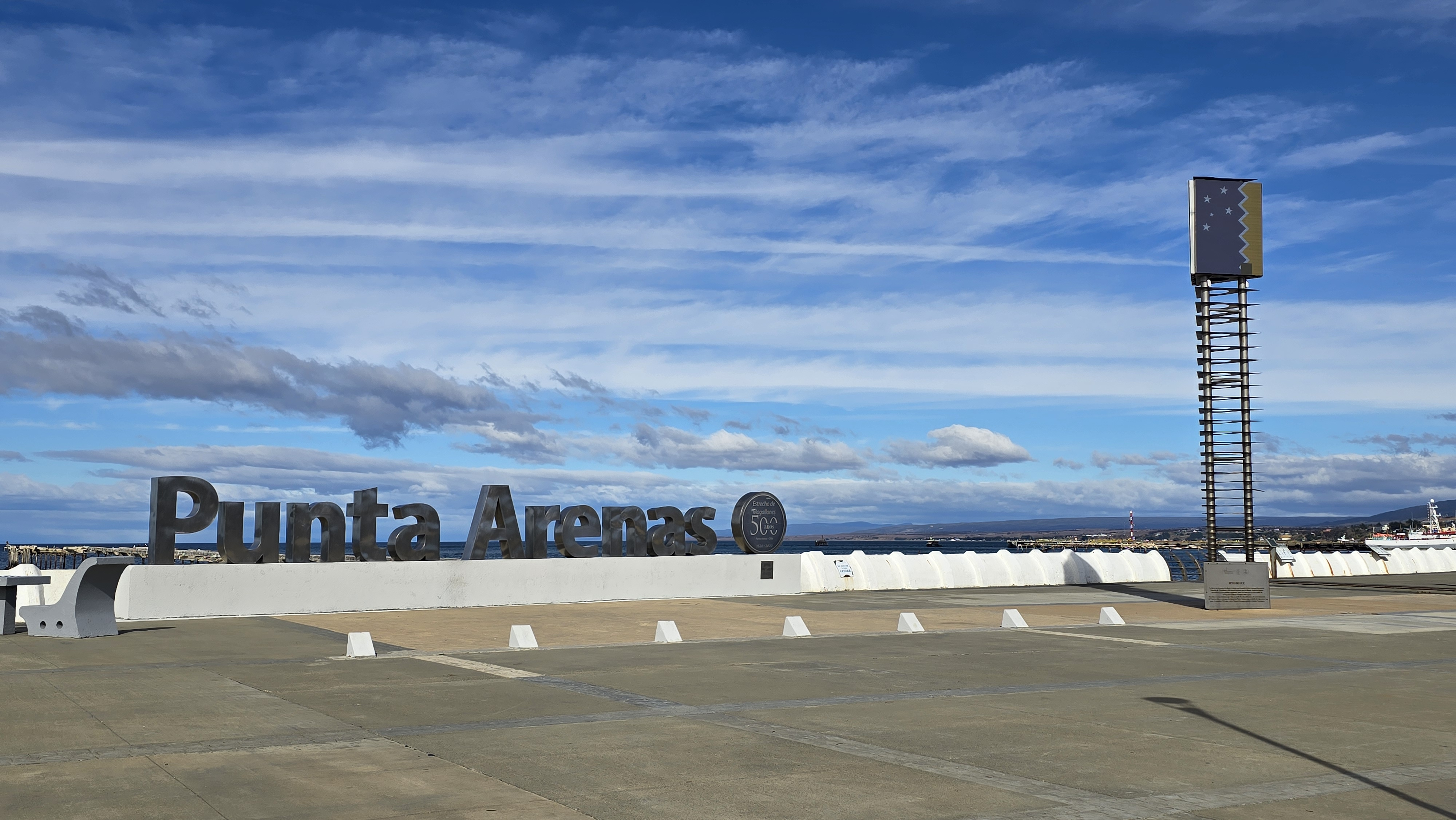
Vista de Costanera de Punta Arenas, o Costanera del Estrecho, en 2025.

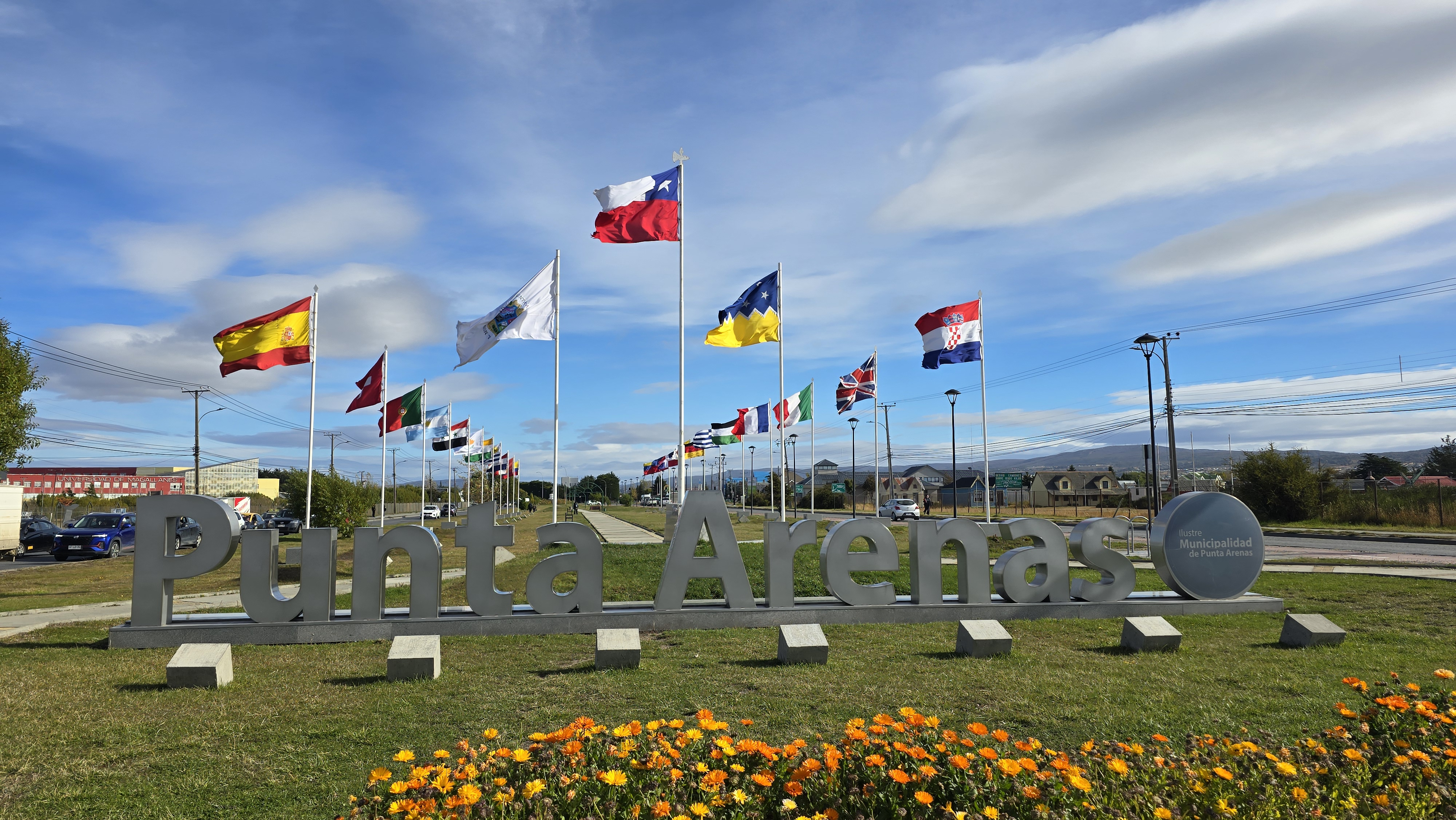
Instalación de banderas del mundo, junto a nombre de Punta Arenas, frente a la Universidad de Magallanes y a un costado de la Zona Franca en 2025.

Punta Arenas es una comuna, ciudad y puerto interoceánico de la Zona Austral de Chile. Es la capital de la provincia de Magallanes, de la Región de Magallanes y de la Antártica Chilena y, en forma no oficial, de la llamada "Patagonia chilena". Fue fundada por militares chilenos el día 18 de diciembre de 1848 como asiento principal del Territorio de Magallanes y como colonia penal. Está localizada en la zona que la cartografía británica había bautizado como Sandy Point, lugar elegido por el fácil acceso al agua dulce y carbón y del cual deriva su actual nombre, específicamente entre el Río del Carbón (actual Río de las Minas) por el norte y del Río de la Mano hacia el sur, bajo la ladera del cerro de las Siembras (actual cerro de la Cruz), situándose así sobre la costa oriental de la península de Brunswick, en la ribera continental del estrecho de Magallanes y a pocos kilómetros del Cabo Froward, el punto más austral de toda la masa continental de América.
La ubicación geográfica de la ciudad la convierte en un punto estratégico, tanto en lo político como en lo histórico, turístico, geopolítico y económico. Junto con Coyhaique, son las únicas dos capitales regionales de Chile ubicadas al este de la cordillera de los Andes, siendo la única capital regional de Chile que tiene amaneceres por el mar y atardeceres hacia la cordillera.
La ciudad se proyecta como puerta de entrada mundial al continente antártico, ya que más de 15 países ocupan la ciudad como puerto base y al menos 25 países solicitan sus servicios antárticos.
Punta Arenas se encuentra localizada entre las dos reservas de agua dulce más grandes del mundo, la Antártida y los Campos de Hielo Sur.
Punta Arenas se encuentra en la comuna homónima, que pertenece al distrito electoral N.° 28 y a la 16.ª circunscripción senatorial (Magallanes).
Antes de la apertura del Canal de Panamá en 1914, era el principal puerto en la navegación entre los océanos Pacífico y Atlántico por su ubicación en el estrecho de Magallanes, circunstancia que explica su época de oro, que la hizo un gran centro cosmopolita y comercial en el extremo austral de Sudamérica. Ello ha incidido en el carácter europeo del centro de la ciudad, que muestra una arquitectura y cultura sobresaliente.
Punta Arenas es la ciudad más poblada y cosmopolita de la Patagonia Austral. Actualmente se posiciona como una de las capitales regionales que posee la segunda renta per cápita más alta del país.

## Toponimia
El nombre de Punta Arenas deriva de Sandy Point (en español: "Punta Arenosa"), asignado durante el viaje de John Narborough en 1669-1671. Narborough escribió en su registro:

Sand-Point [sic] is a mean low Point, lies out more than the other Points of the shore, and a few trees grow on it.
Punta arenas es una punta media baja, se extiende más que las otras puntas de la orilla y crecen algunos árboles en él.

Al explorador británico del siglo XVIII John Byron se le atribuye en ocasiones en forma errónea la denominación del área.
La ciudad fue fundada el 18 de diciembre de 1848 a raíz del traslado de la población desde el Fuerte Bulnes por orden del recién asumido Gobernador José Santos Mardones, por tener mejores condiciones climáticas y de abastecimiento de agua y leña; en las cartas náuticas inglesas levantadas por expediciones el sector era aún llamado Sandy Point.
El nombre de Punta Arenas, surgió, reiterando, de traducción al español del término inglés «Sandy Point».
La ciudad fue renombrada en 1928 como «Magallanes» mediante el Decreto Ley 8582, aunque en 1938 se le devolvió su nombre original y hoy en día esa denominación se utiliza normalmente para describir a la región administrativa de la cual es capital.
Punta Arenas fue llamada «la ciudad de los techos rojos», sobre la base de esa característica de la ciudad: los techos de metal están pintados del dicho color. Ya desde 1970, la homogeneidad en este aspecto comienza a desaparecer tras la disponibilidad de otros colores en los acabados de protección para el techado de metal; lo que se ha traducido en una mayor variedad de colores.

## Demografía
La ciudad de Punta Arenas en el censo de 2017 tenía una población de 123 403 habitantes, representando el 74,1% de la población total de la región. Esta cifra posiciona a Punta Arenas como la ciudad más grande de la Patagonia chilena.
La ciudad en el censo de 2017 tenía una población inmigrante de 3.443 habitantes, que representa un 2,62% de la población total.[cita requerida]
La ciudad tiene arraigada entre su población la herencia de los colonizadores europeos, que junto con los chilenos de las regiones de Los Lagos (principalmente Chiloé), poblaron esta zona a comienzos del siglo XX. La inmigración croata tuvo una participación fundamental en el desarrollo de la región de Magallanes y de la ciudad, en particular.

### Indígenas
La Zona Austral de Chile se caracteriza por ser una zona inhóspita y fría. No obstante, ello no fue impedimento para que distintas culturas constituyeran en su territorio, un simbolismo recíproco, con distintas lenguas y distribuidas en áreas heterogéneas; pues esta diversidad era parte de su cotidianeidad, su economía y su vida.
Entre estos grupos culturales formados en bandas encontramos a los selk'nam u onas, yaganes o yámanas, los aonikenk o tehuelches y por último, los kaweskar o alacalufes.

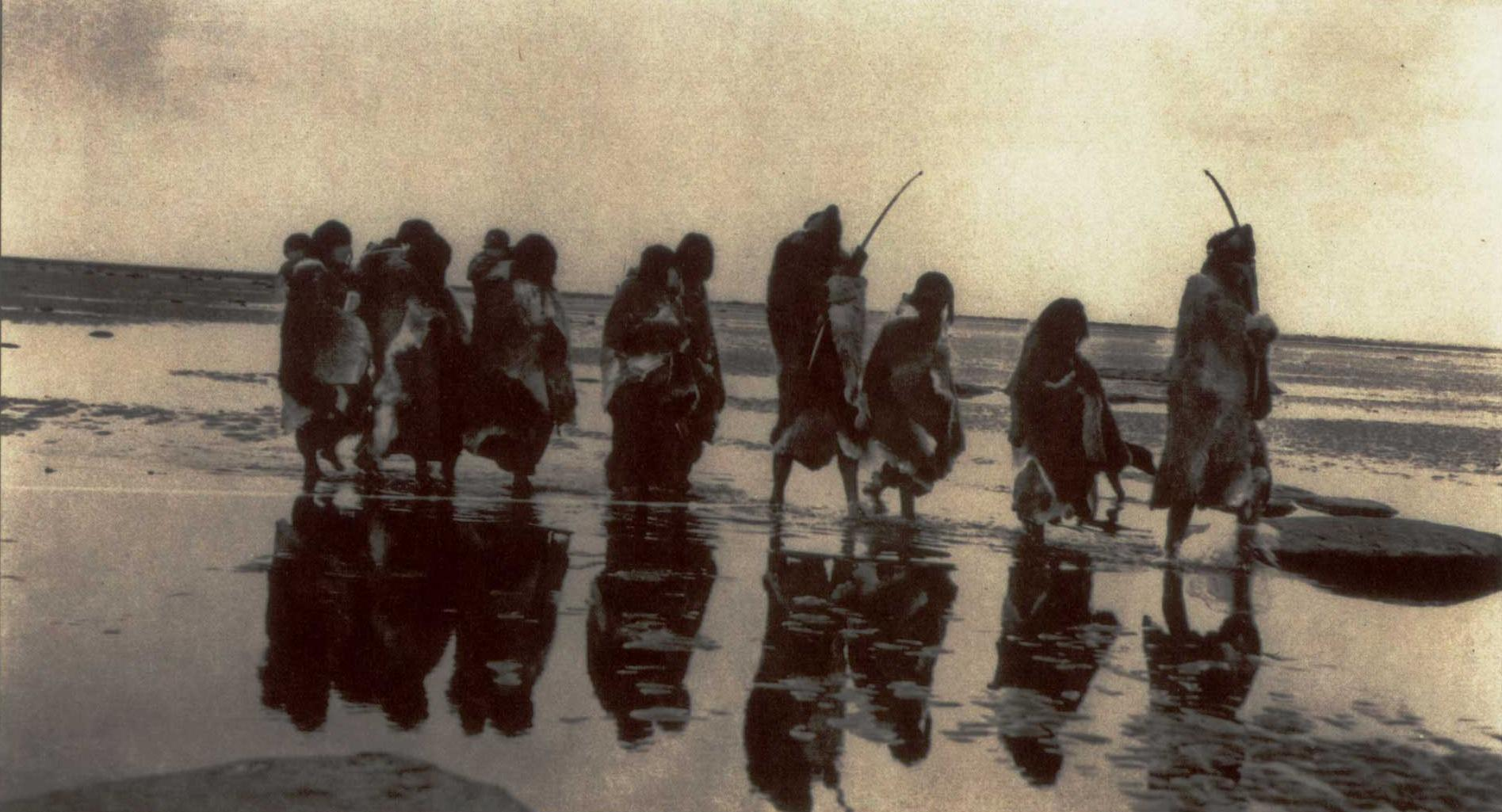
Familia selk'nam caminando en una playa.

Todos ellos, nómadas marítimos/canoeros (yaganes y kawésqar) y terrestres (onas y tehuelches). Actualmente selknam y aonikenk se encuentran activos en la región de Magallanes (ver genocidio selknam), habiendo sobrevivido a la violencia de la colonización y haciendo esfuerzos por revitalizar sus culturas.
En 2012 existen varias agrupaciones de los pueblos indígenas en Magallanes, siendo el grupo étnico más numeroso el pueblo mapuche. Se trata principalmente de huilliches de Chiloé que han emigrado hacia Magallanes y de sus descendientes.

### Inmigración europea, inmigración interna y situación en elsigloXXI

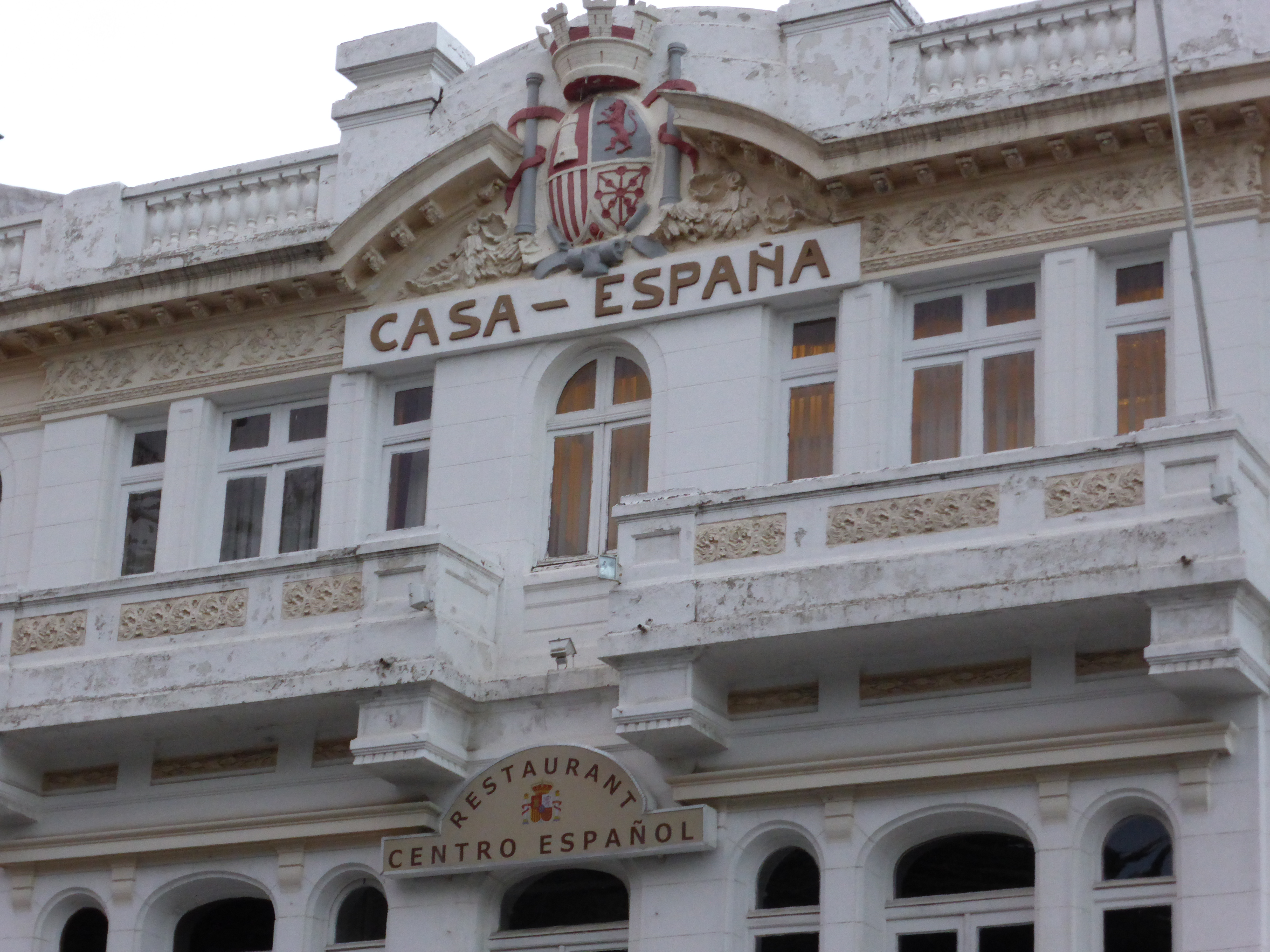
Casa España, edificio adquirido en 1917 por la Sociedad Española de Socorros Mutuos. Se reformó entre los años 1936 y 1938. Plaza de Armas (o plaza Muñoz Gamero).

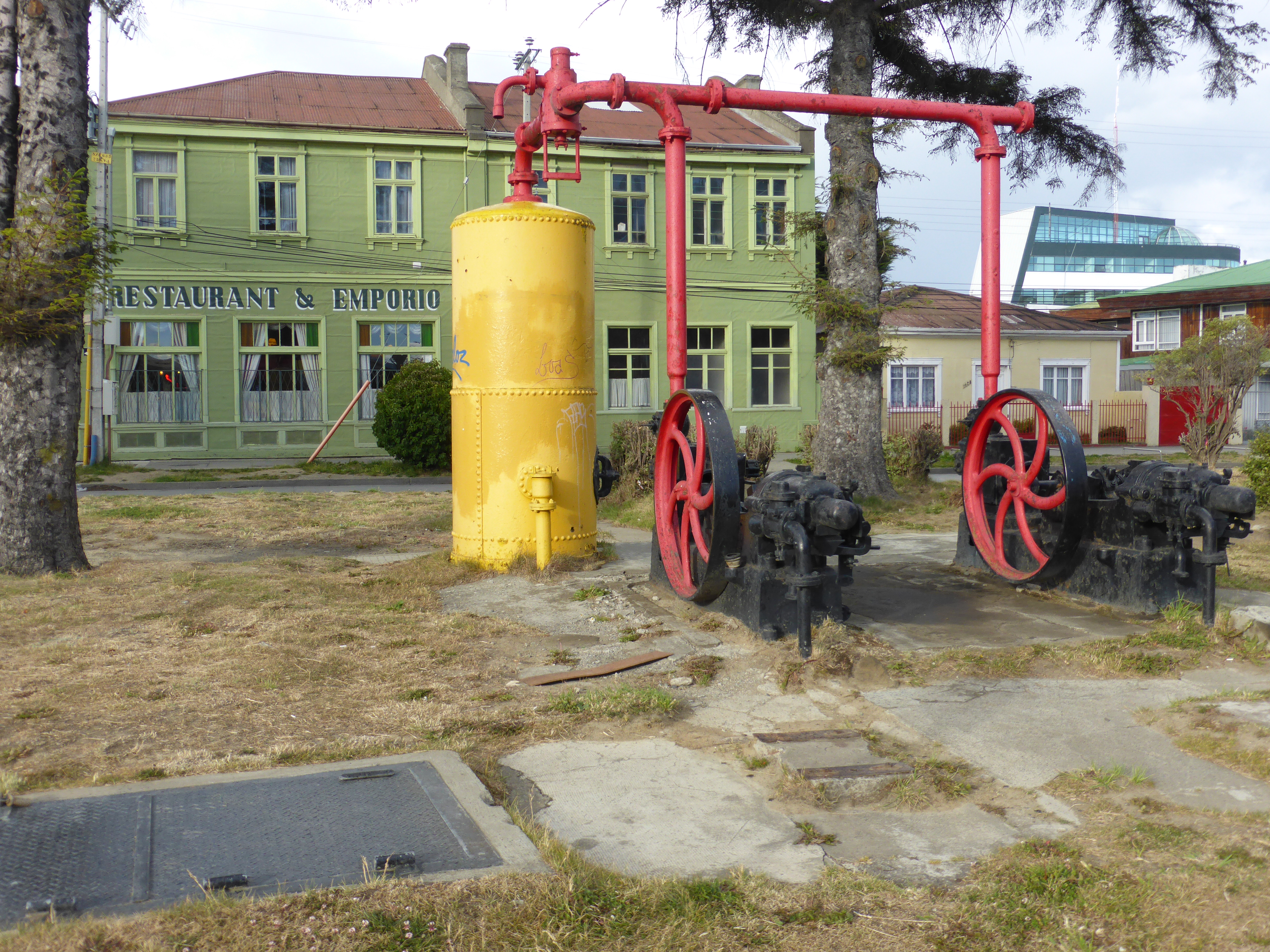
En avenida Cristóbal Colón se encuentra maquinaria antigua y esta casona construida en el año 1890 por croatas

A fines de siglo XIX y comienzos del siglo XX, el estrecho de Magallanes tuvo gran importancia, pues fue el único cruce de intersección entre los océanos Atlántico y Pacífico. La Primera Guerra Mundial fue la principal causa de la sucesiva emigración de europeos hacia América. Muchos inmigrantes europeos son atraídos por las ofertas de trabajo y por las nuevas oportunidades que les ofrecía el nuevo continente. La fiebre del oro de la década de 1890 fue una de las razones principales que originaron la numerosa inmigración de europeos a la región de Magallanes. Entre los grupos más abundantes se contaron los croatas, españoles, ingleses; y en menor número italianos, alemanes, franceses, suizos, entre otros grupos de inmigrantes.
Entre abril de 1876 y mayo de 1877 llegó al sector de Magallanes (Punta Arenas y Agua Fresca) un contingente de inmigrantes suizos compuesto por 119 familias, en su gran mayoría campesinos provenientes del cantón de Friburgo. Estos agricultores recibieron del gobierno chileno algunas hectáreas de terrenos despoblados que procedieron a desmalezar y transformar –tras años de laboriosa constancia- en campos aptos para la siembra de forrajeras y hortalizas y para la crianza de ganado lechero.
Los inmigrantes europeos más numerosos fueron los croatas provenientes mayoritariamente de la región de Dalmacia. Según los registros del censo inmigratorio, en 1914 se contabilizaban unos 2500 en la región, lo cual representaba el 30% de los inmigrantes en Magallanes. La inmigración se prolongó hasta mediados de los años 30, paralizándose con el inicio de la Segunda Guerra Mundial.
Desde los tiempos de su fundación, siempre llegaron chilenos provenientes del archipiélago de Chiloé (chilotes).
En la actualidad existe una importante colectividad hindú. Esta colectividad posee su propio templo religioso. Por su parte, los peruanos son la colectividad latinoamericana más numerosa.

## Historia
La ciudad fue fundada el 18 de diciembre de 1848 por el gobernador José Santos Mardones, quien trasladó la población desde el fuerte Bulnes, que había sido establecido en 1843 con mujeres y hombres de Chiloé, para reclamar la soberanía chilena sobre el estrecho. El nombre de Punta Arenas proviene de la traducción del inglés Sandy Point, que era como se conocía al lugar en las cartas náuticas británicas. El 24 de noviembre de 1851, liberado por sus guardias mientras se encontraba detenido, el teniente de artillería Miguel José Cambiaso Tapia levantó la guarnición encargada de vigilar la colonia penal. Tras ser ascendido a general de división, instaló un gobierno local provisional compuesto por él mismo, luego intentó huir a Europa el 12 de enero de 1852. Capturado dos días después en su barco por parte de la tripulación que había Conmocionado por las atrocidades que había cometido en Punta Arenas, Cambiaso fue fusilado en Valparaíso el 4 de abril de 1852 con siete de sus cómplices. La ciudad también fue sede de una colonia penal, que sufrió un violento motín en 1877, que provocó la destrucción de gran parte de sus edificios. El gobierno chileno decidió reducir el número de presos enviados a Punta Arenas, y fomentar la colonización civil y el progreso social. Punta Arenas tuvo un gran desarrollo económico y demográfico a partir de la segunda mitad del siglo XIX, debido a la actividad ganadera, la fiebre del oro, el comercio marítimo y la explotación petrolera. La ciudad se convirtió en el centro comercial y cultural de la Patagonia austral, con una notable influencia de inmigrantes chilotes y europeos, especialmente yugoeslavos, británicos, españoles y suizos. El centro histórico de la ciudad fue levantado con la riqueza generada por la industria ganadera, que declinó después de la Primera Guerra Mundial y en la década de 1930.
En la década de 1950 la ciudad experimentó un nuevo auge gracias a la creación de la Empresa Nacional del Petróleo (ENAP). La explotación de hidrocarburos alcanzó su máximo histórico en las décadas de 1960 y 1970.
Punta Arenas fue declarada zona franca en 1971, lo que impulsó su actividad comercial y turística. Actualmente, es una ciudad moderna y cosmopolita, que ofrece diversos servicios y atractivos a sus habitantes y visitantes. Entre ellos se destacan su arquitectura patrimonial, sus museos, parques naturales, gastronomía y cultura. Punta Arenas es también un punto estratégico para la conexión con el continente antártico, ya que alberga diversas bases científicas y logísticas de varios países.

## Geografía

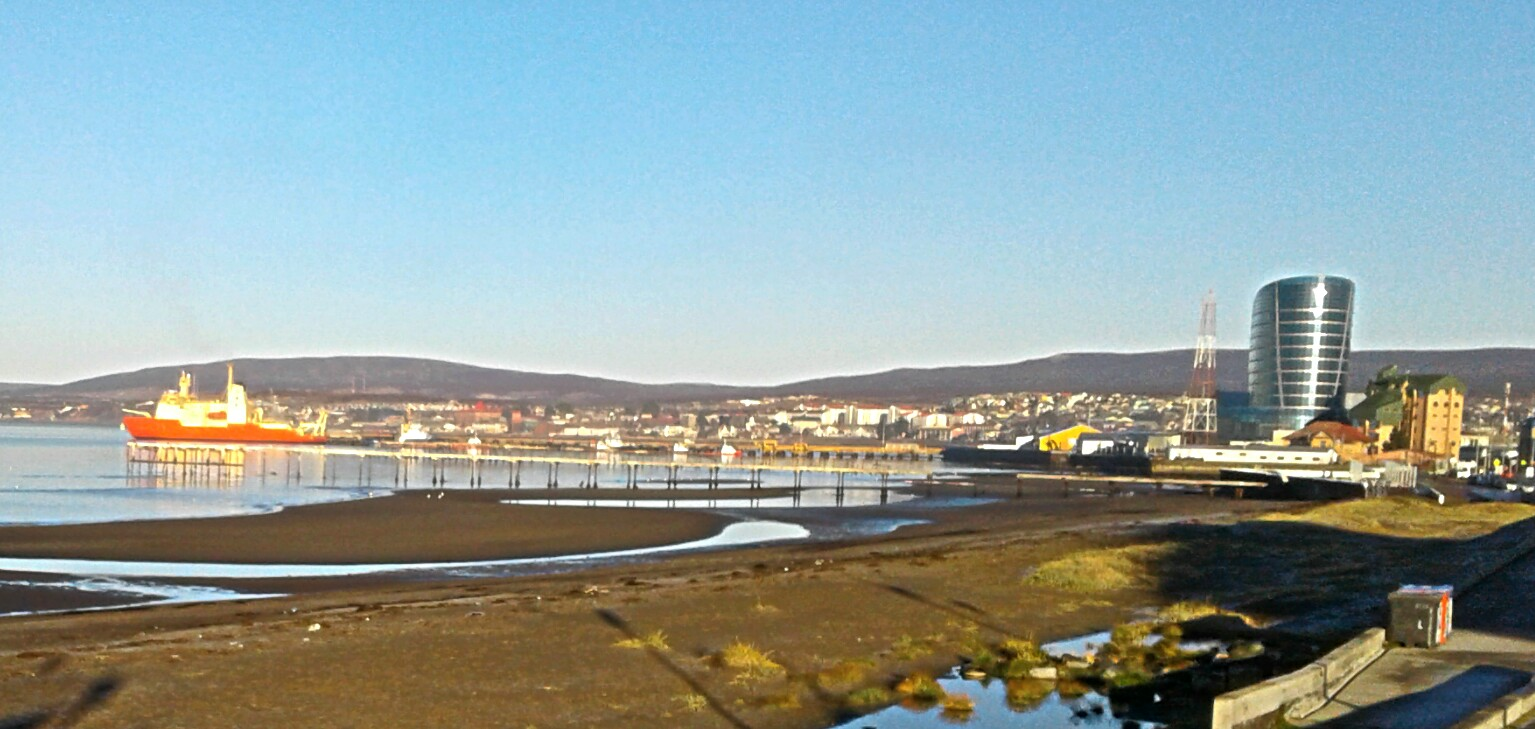
Vista de la costanera hacia la ciudad en 2016.

Punta Arenas se ubica en la península de Brunswick y está situada a 1418,4 km de la costa del continente antártico. La región de Magallanes es considerada como parte de la Patagonia chilena. La ciudad tiene una superficie de 39,03 km² y su trazado corresponde al clásico diseño español de damero o "tablero de ajedrez", pero al alejarse del centro de la urbe los suburbios adquieren trazados más modernos. El centro de la ciudad presenta una arquitectura con construcciones neoclásicas, y las calles son amplias y arboladas. En los suburbios, la mayoría de las casas son de estilo georgiano. La ciudad se enmarca dentro de un entorno de transición entre el bosque caducifolio magallánico, compuesto principalmente por especies de lenga, ñirre y coigüe de magallanes, y la estepa patagónica, compuesta principalmente por coirón, apta para la cría de ovinos. La vegetación está clasificada dentro del rango de bosque caducifolio frío, semejante a los que hay al norte de Europa. Es atravesado por el río de las Minas. En el límite norte de la ciudad se encuentra el humedal Tres Puentes.

### Clima

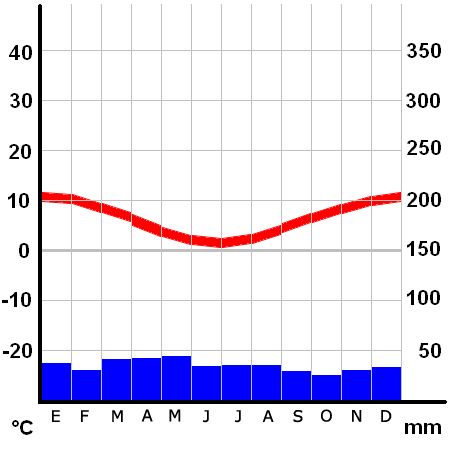
Climograma de Punta Arenas.

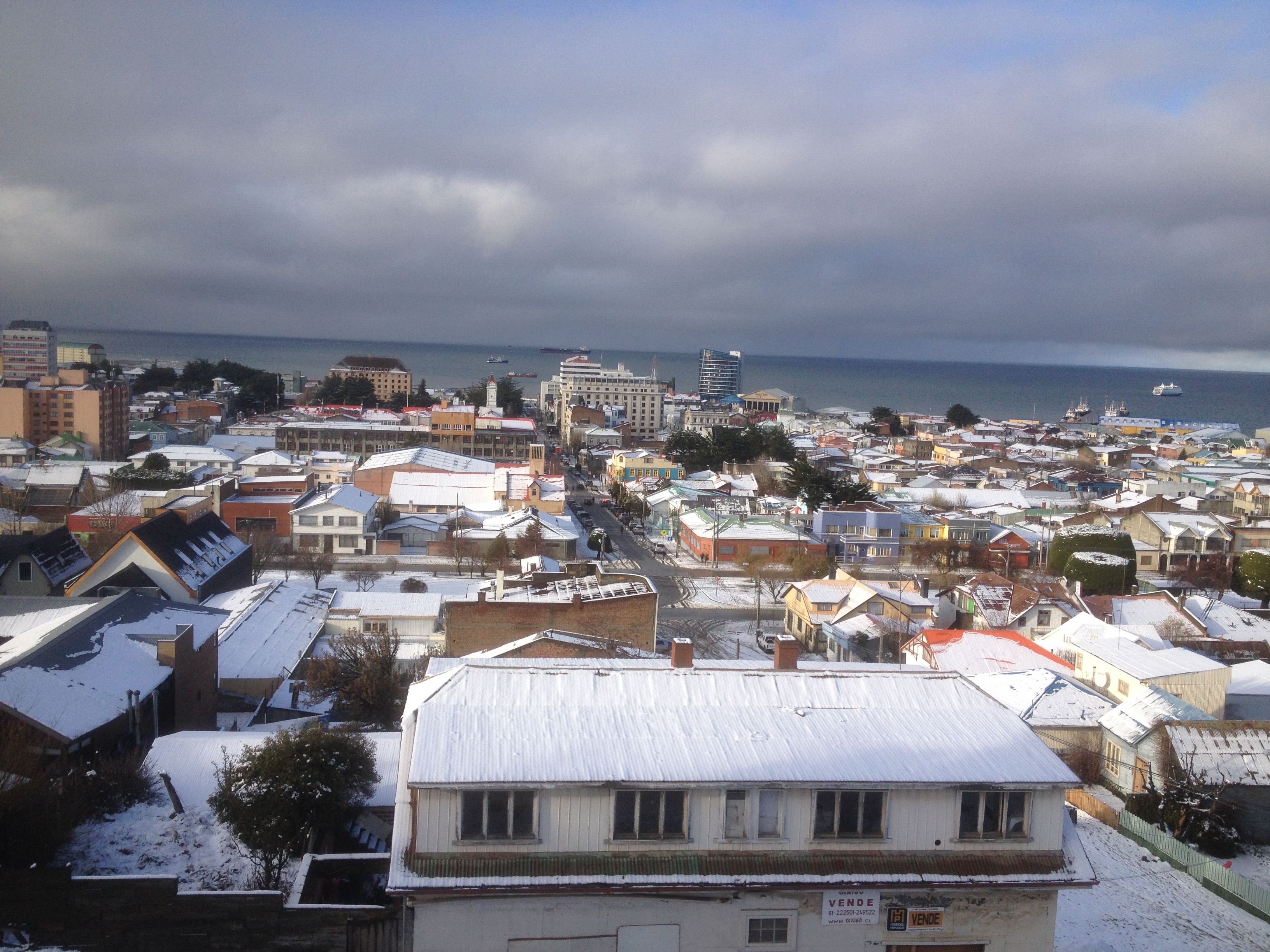
Vista de la ciudad en el mes de julio de 2014.

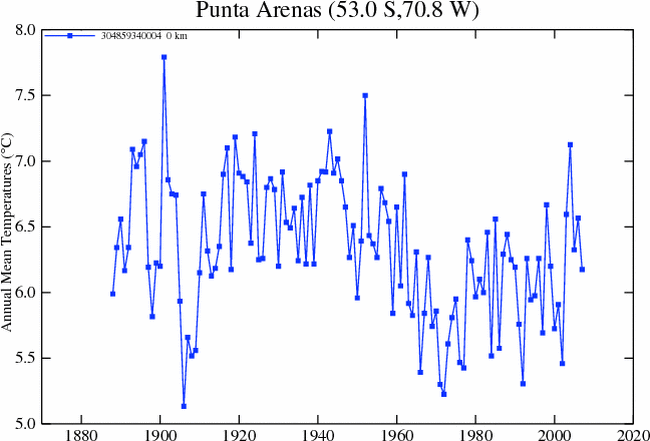
Temperatura diaria promedio del aire en casilla meteorológica, de 1888 a 2007; en NASA.

De acuerdo con la clasificación climática de Köppen, el clima de Punta Arenas es oceánico subpolar (Cfc). Esto significa que posee un invierno moderadamente frío, sin bajar en ningún mes de los 0 grados de media, y un verano muy suave y fresco; y además las precipitaciones se distribuyen más o menos uniformemente a lo largo de todo el año. Las precipitaciones son relativamente bajas (pues no llegan a los 400 mm anuales). Sin embargo, debido a que las temperaturas se mantienen bajas o suaves todo el año, el clima no posee un grado alto de aridez por lo que no se puede considerar un clima semiárido.
Los veranos son fríos, aunque en ocasiones pueden presentarse olas u ondas cálidas que elevan anormalmente la temperatura a 25 °C.
Durante la mayor parte del año la precipitación cae en forma de lluvias cortas con ráfagas de viento. Si bien los inviernos son muy fríos, la precipitación durante esta estación ocurre predominantemente en forma de cellisca, debido a la fuerte influencia marítima que causa que las temperaturas se mantengan levemente sobre los cero grados. En zonas aledañas a la ciudad que se encuentran más retiradas del mar, la precipitación suele presentarse en forma de nevascas o ventiscas de nieve (localmente conocidas como nevazones) en cotas muy bajas.
Las heladas y la nieve son frecuentes durante el invierno, y puede granizar desde abril a octubre. Los vientos son frecuentes y generalmente superan los 100 km/h. Las mínimas dentro de los meses de invierno pueden descender hasta los -18,7 °C cuando llegan «olas polares». La estación meteorológica local posee datos de termometría del aire, a 15 dm del suelo, desde 1888, sin acceso a la «mancha de calor» urbana, clásica de otras estaciones invadidas por la isla de calor de la urbanización.
| Parámetros climáticos promedio de Punta Arenas (1991–2020, extremos 1888–presente)        | Parámetros climáticos promedio de Punta Arenas (1991–2020, extremos 1888–presente) | Parámetros climáticos promedio de Punta Arenas (1991–2020, extremos 1888–presente) | Parámetros climáticos promedio de Punta Arenas (1991–2020, extremos 1888–presente) | Parámetros climáticos promedio de Punta Arenas (1991–2020, extremos 1888–presente) | Parámetros climáticos promedio de Punta Arenas (1991–2020, extremos 1888–presente) | Parámetros climáticos promedio de Punta Arenas (1991–2020, extremos 1888–presente) | Parámetros climáticos promedio de Punta Arenas (1991–2020, extremos 1888–presente) | Parámetros climáticos promedio de Punta Arenas (1991–2020, extremos 1888–presente) | Parámetros climáticos promedio de Punta Arenas (1991–2020, extremos 1888–presente) | Parámetros climáticos promedio de Punta Arenas (1991–2020, extremos 1888–presente) | Parámetros climáticos promedio de Punta Arenas (1991–2020, extremos 1888–presente) | Parámetros climáticos promedio de Punta Arenas (1991–2020, extremos 1888–presente) | Parámetros climáticos promedio de Punta Arenas (1991–2020, extremos 1888–presente) |
| Mes                                                                                       | Ene.                                                                               | Feb.                                                                               | Mar.                                                                               | Abr.                                                                               | May.                                                                               | Jun.                                                                               | Jul.                                                                               | Ago.                                                                               | Sep.                                                                               | Oct.                                                                               | Nov.                                                                               | Dic.                                                                               | Anual                                                                              |
| ----------------------------------------------------------------------------------------- | ---------------------------------------------------------------------------------- | ---------------------------------------------------------------------------------- | ---------------------------------------------------------------------------------- | ---------------------------------------------------------------------------------- | ---------------------------------------------------------------------------------- | ---------------------------------------------------------------------------------- | ---------------------------------------------------------------------------------- | ---------------------------------------------------------------------------------- | ---------------------------------------------------------------------------------- | ---------------------------------------------------------------------------------- | ---------------------------------------------------------------------------------- | ---------------------------------------------------------------------------------- | ---------------------------------------------------------------------------------- |
| Temp. máx. abs. (°C)                                                                      | 25.0                                                                               | 28.7                                                                               | 26.0                                                                               | 22.5                                                                               | 16.0                                                                               | 16.0                                                                               | 12.0                                                                               | 14.0                                                                               | 19.0                                                                               | 23.5                                                                               | 24.9                                                                               | 27.0                                                                               | 28.7                                                                               |
| Temp. máx. media (°C)                                                                     | 16.3                                                                               | 16.1                                                                               | 15.4                                                                               | 12.1                                                                               | 8.8                                                                                | 5.5                                                                                | 4.9                                                                                | 7.0                                                                                | 10.2                                                                               | 12.9                                                                               | 14.2                                                                               | 15.2                                                                               | 11.6                                                                               |
| Temp. media (°C)                                                                          | 10.7                                                                               | 10.3                                                                               | 8.9                                                                                | 6.6                                                                                | 4.2                                                                                | 1.9                                                                                | 1.7                                                                                | 2.7                                                                                | 4.6                                                                                | 6.4                                                                                | 8.3                                                                                | 9.7                                                                                | 6.3                                                                                |
| Temp. mín. media (°C)                                                                     | 5.9                                                                                | 5.4                                                                                | 3.9                                                                                | 2.2                                                                                | 0.1                                                                                | -1.5                                                                               | -1.5                                                                               | -1.0                                                                               | 0.0                                                                                | 0.6                                                                                | 3.5                                                                                | 4.8                                                                                | 1.9                                                                                |
| Temp. mín. abs. (°C)                                                                      | -1.0                                                                               | -2.4                                                                               | -4.0                                                                               | -8.4                                                                               | -10.6                                                                              | -18.7                                                                              | -14.2                                                                              | -12.0                                                                              | -9.6                                                                               | -4.8                                                                               | -3.0                                                                               | -1.0                                                                               | -18.7                                                                              |
| Precipitación total (mm)                                                                  | 38.1                                                                               | 31.5                                                                               | 42.9                                                                               | 45.1                                                                               | 36.9                                                                               | 31.3                                                                               | 30.9                                                                               | 29.5                                                                               | 24.5                                                                               | 24.6                                                                               | 23.1                                                                               | 31.8                                                                               | 390.2                                                                              |
| Días de precipitaciones (≥ 1.0 mm)                                                        | 8.3                                                                                | 7.4                                                                                | 8.4                                                                                | 8.8                                                                                | 7.7                                                                                | 6.7                                                                                | 7.0                                                                                | 7.0                                                                                | 5.7                                                                                | 5.8                                                                                | 6.0                                                                                | 7.5                                                                                | 86.3                                                                               |
| Horas de sol                                                                              | 224.9                                                                              | 187.3                                                                              | 157.4                                                                              | 118.5                                                                              | 95.4                                                                               | 71.7                                                                               | 85.5                                                                               | 118.9                                                                              | 147.0                                                                              | 201.1                                                                              | 216.4                                                                              | 232.5                                                                              | 1856.6                                                                             |
| Humedad relativa (%)                                                                      | 69                                                                                 | 72                                                                                 | 75                                                                                 | 80                                                                                 | 84                                                                                 | 86                                                                                 | 85                                                                                 | 82                                                                                 | 77                                                                                 | 72                                                                                 | 69                                                                                 | 69                                                                                 | 77                                                                                 |
| Fuente n.º 1: Dirección Meteorológica de Chile                                            |                                                                                    |                                                                                    |                                                                                    |                                                                                    |                                                                                    |                                                                                    |                                                                                    |                                                                                    |                                                                                    |                                                                                    |                                                                                    |                                                                                    |                                                                                    |
| Fuente n.º 2: NOAA (días con precipitaciones 1991–2020), Méteo Climat (máximas absolutas) |                                                                                    |                                                                                    |                                                                                    |                                                                                    |                                                                                    |                                                                                    |                                                                                    |                                                                                    |                                                                                    |                                                                                    |                                                                                    |                                                                                    |                                                                                    |

## Administración

### Municipalidad
La Municipalidad de Punta Arenas para el periodo 2021-2024 es dirigida por el alcalde Claudio Radonich (Renovación Nacional - Chile Vamos) y el concejo municipal conformado por los concejales:
- Dalivor Eterovic Díaz (PCCh)
- Alicia Stipicic Mackenney (RN)
- Francisco León Ponce (IND - UDI)
- Jorge Francisco Risco Navarro (IND - Dignidad Ahora)
- Jonathan Andrés Cárcamo Gómez (Convergencia Social)
- José Becerra Carvajal (IND - Unidad Por el Apruebo)
- Verónica Aguilar Martínez (PPD)
- Germán Flores Mora (DC)

### Representación parlamentaria
Punta Arenas forma parte de la Circunscripción Senatorial XV y del Distrito Electoral 28. Es representada en la Cámara de Diputados del Congreso Nacional por los siguientes diputados:
- Christian Matheson Villán (IND - Evópoli)
- Javiera Ignacia Morales Alvarado (IND - Convergencia Social)
- Carlos Bianchi Chelech (Independientes)

En el Senado, la representan:
- Alejandro Juan Kusanovic Glusevic (IND - RN)
- Karim Antonio Bianchi Retamales (Independientes)

## Economía

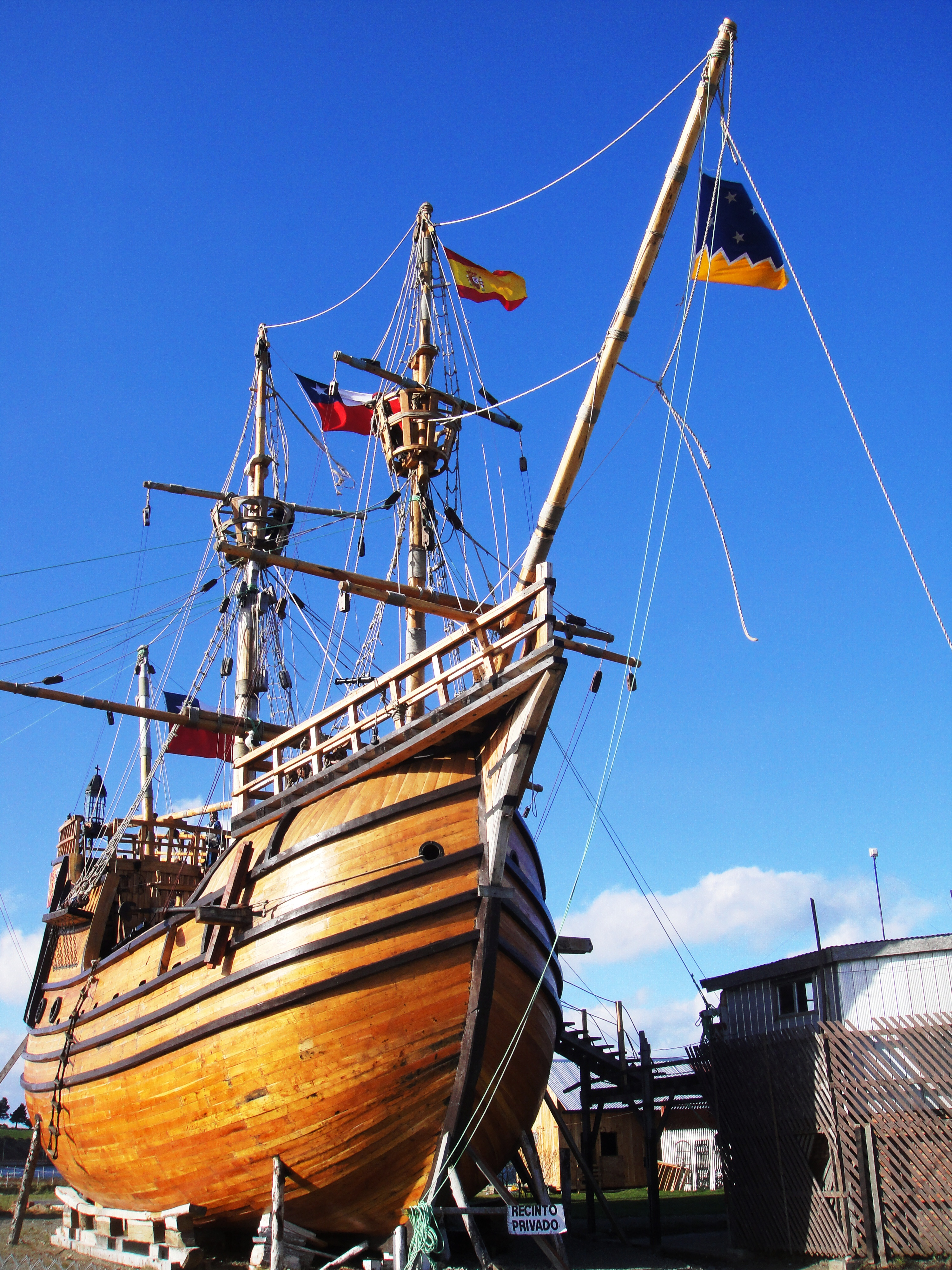
Réplica de la Nao Victoria, Barco de Fernando de Magallanes en el Museo Nao Victoria ubicado en el 7 km norte de ciudad.

En 2018, la cantidad de empresas registradas en Punta Arenas fue de 4.482. El Índice de Complejidad Económica (ECI) en el mismo año fue de 1,79, mientras que las actividades económicas con mayor índice de Ventaja Comparativa Revelada (RCA) fueron Actividades de Defensa (145,96), Extracción y Aglomeración de Carbón de Piedra, Lignito y Turba (127,56) y Servicios Ganaderos, excepto Veterinarias (117,55).
Punta Arenas se ubica estratégicamente en la ruta de navegación que comunica los océanos Atlántico y Pacífico a través del Estrecho de Magallanes; ruta que separa a la Patagonia de Tierra del Fuego y es potencialmente un punto de gran influencia en el comercio internacional. Su fundación, en 1848, representó el primer acto de soberanía chilena en un territorio distante e inhóspito, pero de gran valor geopolítico y económico.
Los primeros colonos fueron soldados y funcionarios chilenos que junto a sus familias se dedicaban a extraer carbón de un río cercano; pero, pronto comenzaron a ocuparse de prestar servicios a los buques que emprendían la travesía interoceánica, especialmente entre California y Europa. Así, el creciente tránsito de embarcaciones y tripulaciones extranjeras, decidió al gobierno conceder a Punta Arenas los rangos de puerto menor y puerto libre, con lo que propició la formación de un polo de desarrollo comercial.
Estas medidas favorecieron la llegada a la región magallánica de numerosos colonos europeos y jornaleros chilotes que se ocuparon en nuevas actividades productivas, tales como la minería aurífera y la ganadería ovina, industria a partir de la cual se originaron grandes fortunas que permitieron a la ciudad experimentar importantes adelantos urbanos.
Al comenzar la segunda década del siglo XX, el comercio puntarenense comenzó a declinar inexorablemente como consecuencia de la apertura del Canal de Panamá y de la creación de una aduana chilena en la ciudad. Además, se agregó una crisis en el sector ganadero derivada del ingreso al mercado de la producción proveniente de las llanuras neozelandesas, así como de las tensiones sociales provocadas por la concentración de la propiedad de la tierra.
Los problemas de la economía magallánica tuvieron especial relevancia para el Estado chileno por la gravitación estratégica que suponía la región, de modo que desde fines de la década de 1930 se introdujeron una serie de medidas destinadas a distribuir de manera más equitativa la tenencia territorial y a incentivar el desenvolvimiento de otras actividades económicas. Entre estas últimas, la de mayor importancia fue la exploración de reservas de hidrocarburos en el fondo marino del estrecho. El éxito de las prospecciones permitió que, a partir de 1950, los primeros pozos petrolíferos comenzarán a operar administrados por la Empresa Nacional del Petróleo (ENAP), entregando al país una fuente energética propia que permitió a la región revitalizar su economía.

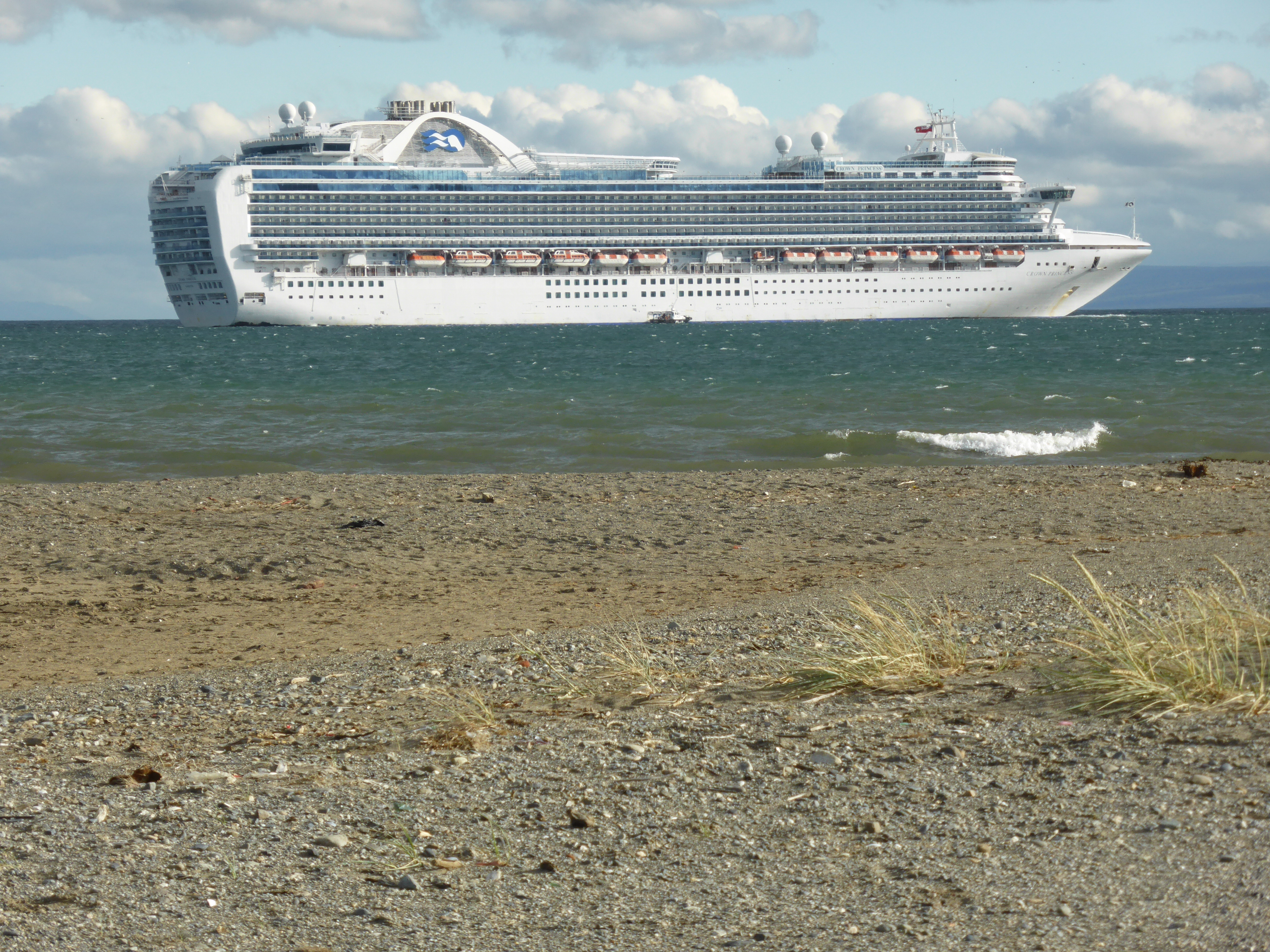
Buque de cruceros Crown Princess, frente a playa Colon, en el centro de Punta Arenas.

Las actividades económicas más importantes son la actividad portuaria, la industria de los hidrocarburos y los servicios y comercio, seguido de la ganadería, mayormente ovina, la pesca y la actividad forestal. Desde Punta Arenas parten algunos cruceros que se dirigen a la Antártica, y a su puerto llegan la mayoría de los cruceros y transatlánticos europeos en viajes de turismo, como así también desde su aeropuerto salen vuelos hacia las islas Malvinas, la Antártica y el resto del país, con vuelos diarios a Santiago y Puerto Montt.
Además, la ciudad cuenta con una gran oferta de servicios, comercio en casco histórico, barrio comercial 18 de septiembre, supermercados, un mall o centro comercial (Espacio Urbano Pionero), Zona Franca (Centro Comercial libre de impuestos), hoteles, restaurantes, museos y un casino de juegos, entre otros.

## Relaciones Internacionales
La ciudad de Punta Arenas es sede de una serie de instituciones de relaciones internacionales, tales como la Unidad Regional de Asuntos Internacionales (URAI) del Gobierno Regional de Magallanes y de la Antártica Chilena, encargada del análisis y gestión de las relaciones bilaterales y multilaterales de la región con América Latina y el resto del mundo, la Comisión de Turismo y Relaciones Internacionales del Consejo Regional de Magallanes y de la Antártica Chilena, la oficina regional del Servicio Nacional de Migraciones, la oficina regional de la Dirección General de Promoción de Exportaciones (ProChile), y el Departamento de Migraciones y Policía Internacional de la Policía de Investigaciones.
En materia de internacionalización en educación superior, el principal actor dentro de Punta Arenas es la Dirección de Relaciones Internacionales de la Universidad de Magallanes.

### Consulados
| - Alemania (Consulado Honorario) - Argentina (Consulado General) - Bélgica (Consulado Honorario) - Brasil (Consulado Honorario) - Bulgaria (Consulado Honorario) - Croacia (Consulado Honorario) - España (Viceconsulado Honorario) - Finlandia (Consulado Honorario) | - Francia (Consulado Honorario) - Hungría (Consulado Honorario) - Italia (Viceconsulado Honorario) - Noruega (Consulado Honorario) - Países Bajos (Consulado Honorario) - Paraguay (Consulado Honorario) - Reino Unido (Consulado Honorario) - Uruguay (Consulado Honorario) |

## Transporte y telecomunicaciones

### Transporte urbano

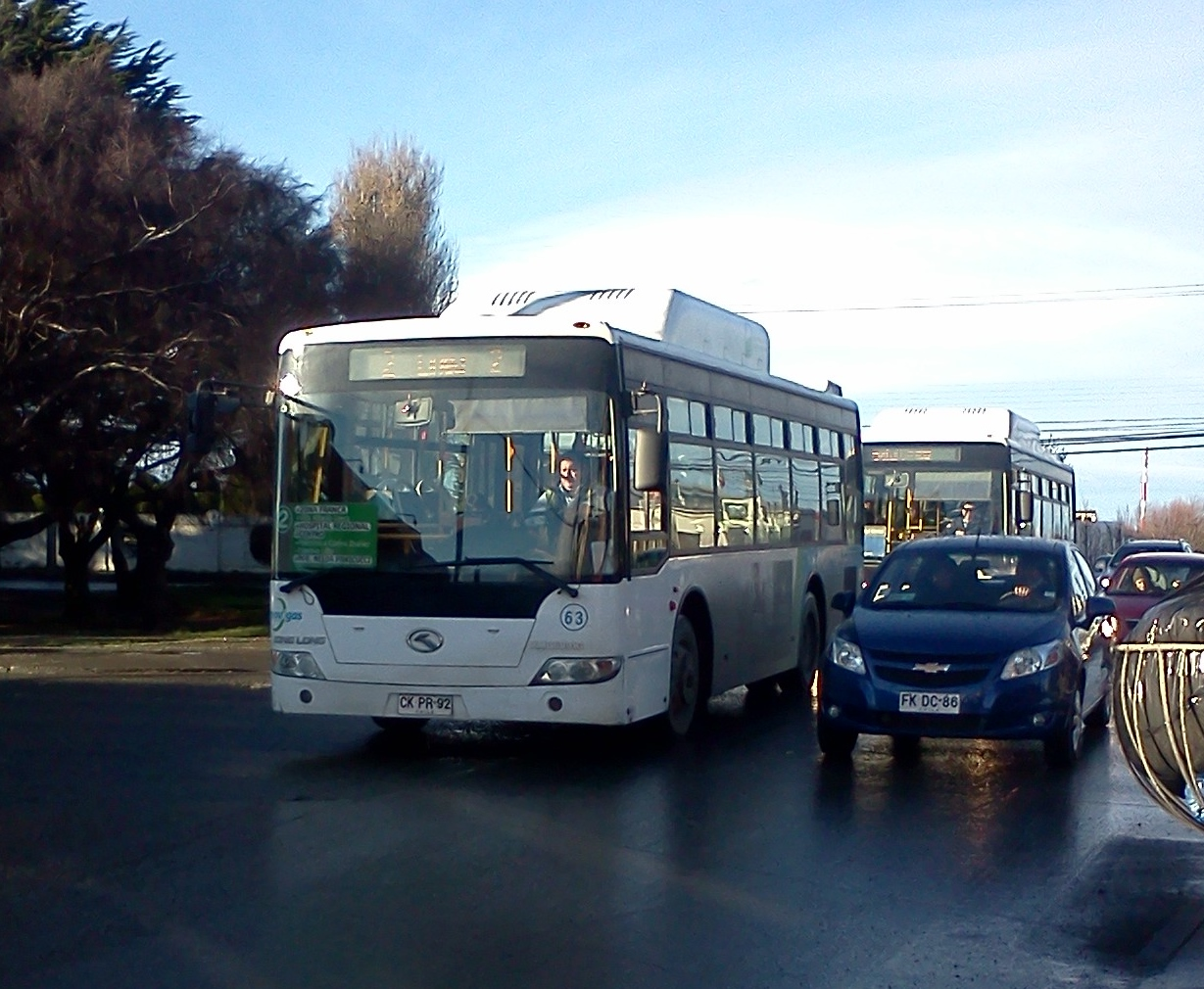
Bus de Vía Austral (Ex-Movigas).

Punta Arenas concentra un gran parque automotriz -más de 200 000 vehículos-[cita requerida] por lo que el servicio más rápido y con mayor frecuencia es de los colectivos, que abarcan los diversos radios de la ciudad, teniendo rutas que pasan por puntos estratégicos tales como, la zona financiera y centro de la ciudad, hospitales y clínicas, puntos de comercio, universidades y colegios, así como también por rutas domiciliarias.
En 2010 inició sus operaciones el sistema Movigas, con buses a gas licuado natural. En el año 2016, la empresa Inversiones Australes Spa se adjudicó el proceso de licitación de transporte mayor de Punta Arenas, iniciando sus operaciones el 5 de enero de 2017 como Vía Austral, utilizando los buses de Movigas y adquiriendo nuevos autobuses. Actualmente posee 5 recorridos y 2 variantes. Desde el 1 de octubre de 2020 tras una re-licitación por las deficiencias del antiguo operador Vía Austral, se dio el inicio de operaciones de Red Punta Arenas de Movilidad, utilizando los colores y características de Red Metropolitana de Movilidad. Punta Arenas es la primera ciudad en regiones en contar con el nuevo sistema Red Movilidad.

### Transporte local e internacional
La ciudad cuenta con frecuencias regulares de buses interurbanos durante todo el año hacia Puerto Montt y Castro (vía territorio argentino). Las empresas que conectan a estos territorios son Queilen Bus y Turibus Ltda (esta última hasta 2020).
Además de servicios internacionales hacia Río Gallegos (Santa Cruz, Argentina) siendo las empresas Buses Marga Taqsa, Buses Ghisoni, Bus-Sur, Buses Pacheco y servicios locales a Puerto Natales, siendo estas dos últimas incluyendo Buses Fernández.
El código postal de Punta Arenas es 6200000.

### Aeropuerto Internacional Presidente Carlos Ibáñez del Campo

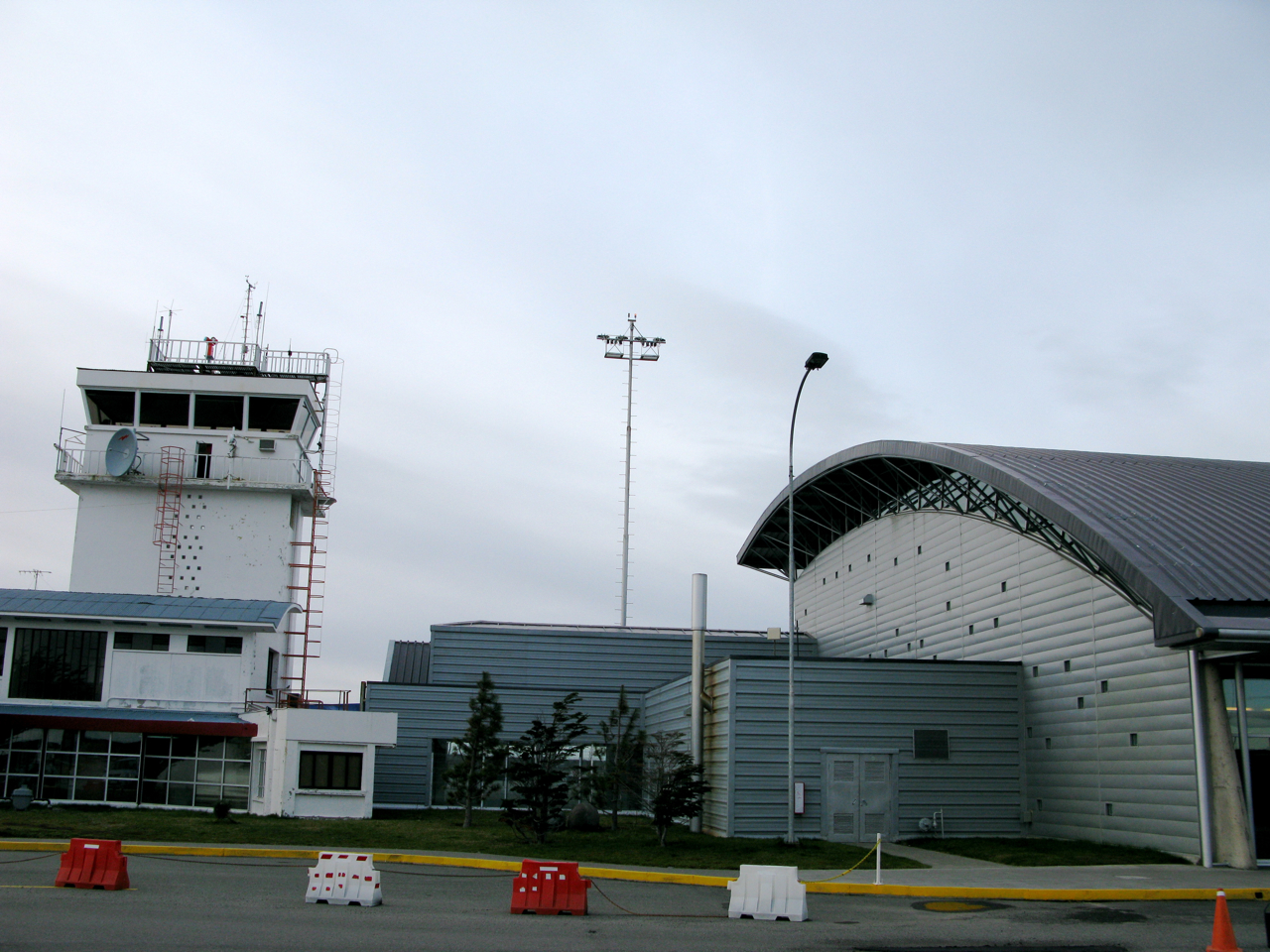
Antigua Torre de control del Aeropuerto Internacional Presidente Carlos Ibáñez del Campo.

El aeropuerto de Punta Arenas llamado Carlos Ibáñez del Campo, está ubicado a 20 km al norte del centro de Punta Arenas en Chabunco, es el aeropuerto más importante de la Región de Magallanes y de la Antártica Chilena y uno de los más importantes de Chile ya que es el aeropuerto del país que posee mayor cantidad de pistas de aterrizaje (3), el cuarto del país en flujo de pasajeros, y la conexión entre Chile continental y el Territorio Chileno Antártico.
La aeroestación es utilizada también por la IV Brigada Aérea de la FACH. Básicamente opera con vuelos de cabotaje y algunas conexiones internacionales como Ushuaia, Río Grande, Río Gallegos, El Calafate, y Base Aérea de Monte Agradable (islas Malvinas).
995,000 pasajeros usaron el Aeropuerto Internacional Presidente Carlos Ibáñez del Campo en el año 2016.

## Educación

### Universidad de Magallanes
Punta Arenas es sede principal de la Universidad de Magallanes, donde se encuentra el Campus Central de la Universidad de Magallanes, siendo una de las más importantes de la Patagonia chilena.
La Universidad de Magallanes es una universidad pública y tradicional de Chile. Fue creada en 1981, siendo la sucesora de la sede en Punta Arenas de la Universidad Técnica del Estado fundada en 1961. Es la única universidad propia de la Región de Magallanes y de la Antártica Chilena.
Cuenta con alrededor de 3900 alumnos[cita requerida] y además tiene centros universitarios en Puerto Natales, distante a 250 kilómetros, Porvenir y Puerto Williams, siendo una de las universidades patagónicas con mayor extensión en el área de la investigación.
Realiza docencia, investigación y extensión a través de sus facultades las cuales son: Facultad de Ingeniería, Facultad de Ciencias, Facultad de Educación y Ciencias Sociales, Facultad de Ciencias de la Salud, Facultad de Ciencias Económicas y Jurídicas y en el Campus Natales, e investiga en el Instituto de la Patagonia.

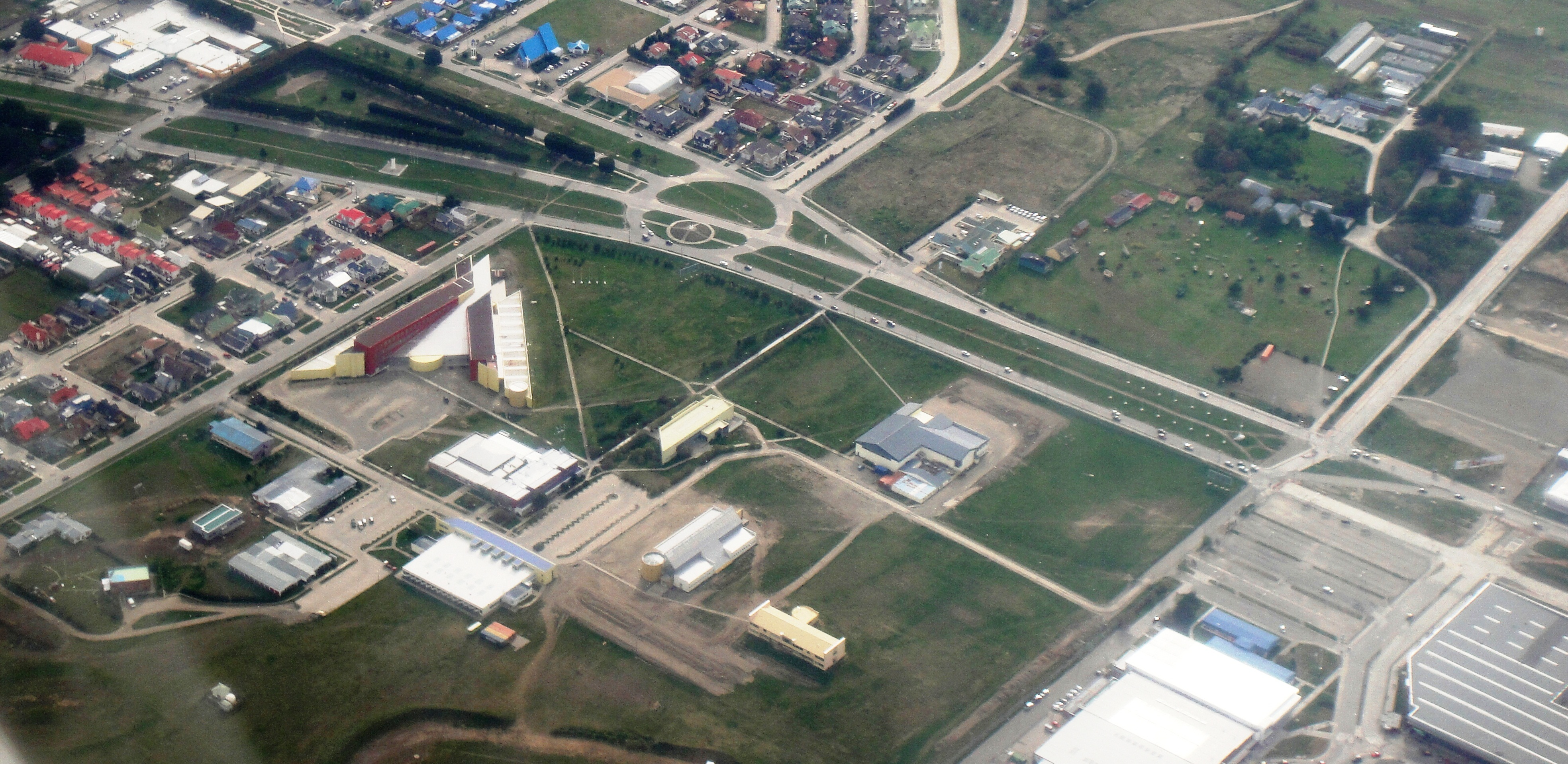
Vista aérea del Campus Central de la Universidad de Magallanes y del Instituto de la Patagonia.

Sus campus en Punta Arenas son los siguientes:
- Campus Central de la Universidad de Magallanes (avenida Bulnes #01855).
- Instituto de la Patagonia (avenida Bulnes #01890).
- Conservatorio de Música (avenida Bulnes #345).
- Centro Asistencial, Docente y de Investigación (CADI) (Terrenos anexos a Hospital Clínico Magallanes).
- Centro de Cultivos Marinos Bahía Laredo (Ruta 9 Norte km 24).
- Liceo Experimental UMAG (Angamos #17).

### Institutos Profesionales
En la ciudad hay sedes de institutos privados como:
- Santo Tomás
- Inacap
- IPLACEX

Y centros científicos de investigación regional y nacional:
- CEQUA - Fundación Centro de Estudios del Cuaternario de Fuego Patagonia y Antártica
- IFOP Punta Arenas- Instituto de Fomento Pesquero
- INIA Kampenaike (Instituto Nacional de Investigación Agropecuaria)
- INACH (Instituto Antártico Chileno)
- WCS Karukinka (World Life Conservation Society)

### Instituciones de Educación Básica y Media
- Colegio Alemán de Punta Arenas
- The British School (colegio Británico)
- Colegio Charles Darwin
- Colegio Cruz del Sur
- Colegio Francés
- Colegio Miguel de Cervantes
- Colegio Liceo Nobelius
- Colegio Luterano
- Colegio Pierre Faure
- Colegio Punta Arenas
- Escuela "Pedro Sarmiento de Gamboa"
- Escuela 18 de septiembre
- Escuela Arturo Prat Chacón
- Escuela Croacia
- Escuela Elba Ojeda Gómez (Río Seco)
- Escuela España
- Escuela Hernando de Magallanes
- Escuela Juan Williams
- Escuela Manuel Bulnes
- Escuela Padre Alberto Hurtado
- Escuela Patagonia
- Escuela Pedro Pablo Lemaitre
- Escuela Argentina
- Escuela La Milagrosa
- Escuela Portugal
- Escuela Villa Las Nieves
- Greenhill College
- Instituto Don Bosco
- Instituto Sagrada Familia
- Instituto Superior de Comercio
- Liceo Adventista
- Liceo Experimental UMAG
- Liceo Industrial Armando Quezada Acharán
- Liceo Juan Bautista Contardi
- Liceo Luis Alberto Barrera
- Liceo María Auxiliadora
- Liceo Menéndez Behety
- Liceo Salesiano San José
- Liceo Sara Braun
- Liceo Politécnico Cardenal Raúl Silva Henríquez

## Cultura y turismo
Todos los años la municipalidad de la ciudad realiza una actividad llamada "Carnaval de Invierno", donde se presentan carros alegóricos y murgas, además de la elección de la reina del carnaval, lo que genera un interesante intercambio comercial y cultural en la ciudad. Para 2007, el carnaval de invierno en Punta Arenas ya lleva más de diez años establecido como el espectáculo de mayor relevancia dentro del cono sur chileno y la Patagonia chilena.

### Plaza Muñoz Gamero

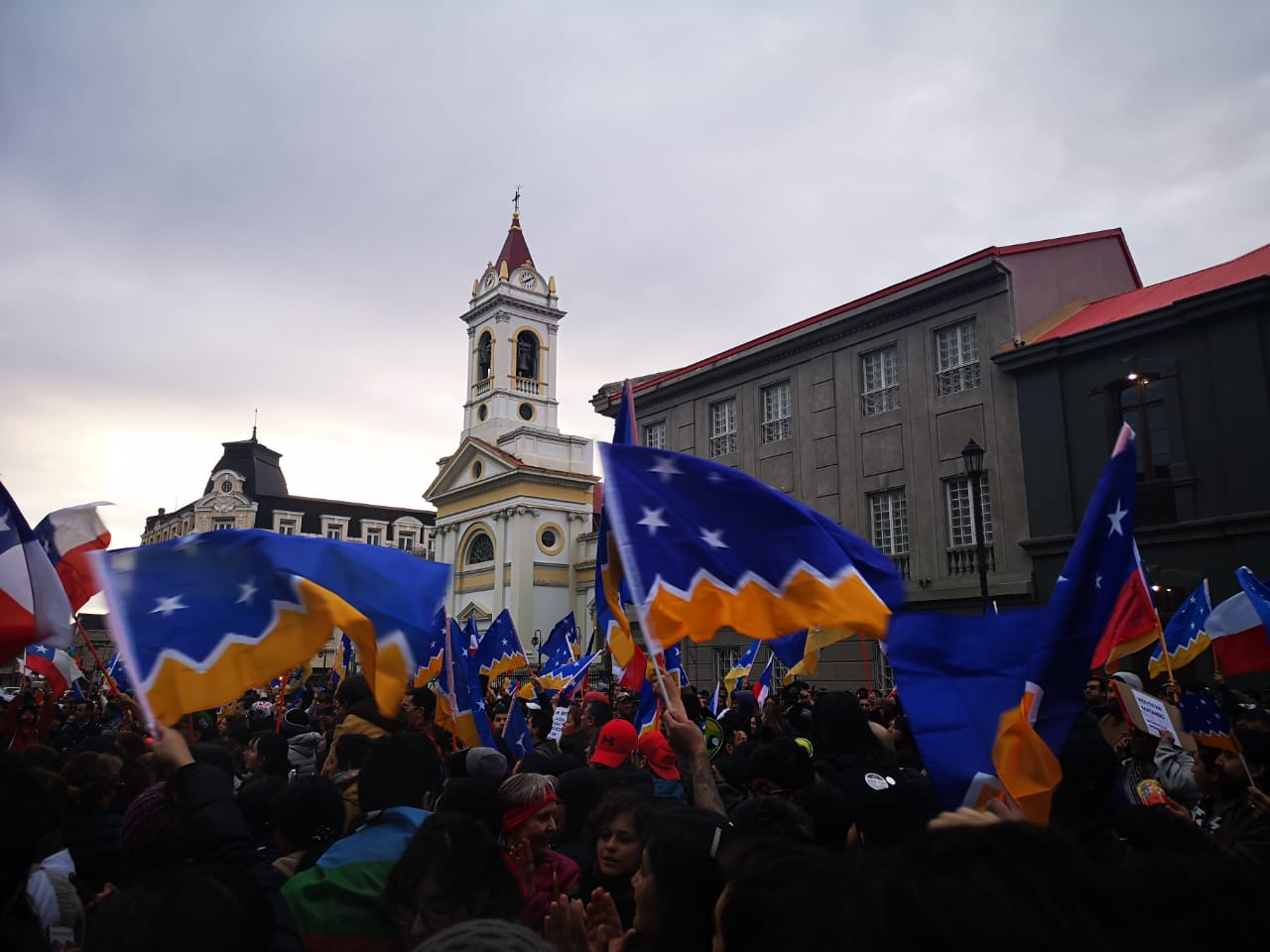
Protestas en Punta Arenas de 2019.

Plaza Muñoz Gamero, plaza de Armas de Punta Arenas.

La plaza fue declarada Zona Típica en 1991. En el centro hay una escultura de bronce que fue inaugurada en 1920 y que representa al navegante Hernando de Magallanes. Es considerada el kilómetro cero de toda la región de Magallanes.

### Palacio Sara Braun
Este palacio fue declarado Monumento Nacional y su edificación data de entre 1894 y 1905. Se encuentra completamente restaurado y se pueden apreciar muebles y estilos de la época. Hoy alberga el Club de la Unión y el Hotel Nogueira.

### Iglesia Catedral (antigua iglesia de los Salesianos)
El primer templo, destruido en 1892, fue íntegramente construido en madera. Nueve años después se construyó otro de ladrillo y dedicado al Sagrado Corazón, que hoy es la iglesia-catedral de Punta Arenas la diócesis.

### Zona Franca
La Zona Franca de Punta Arenas está ubicada en el sector norte de la ciudad, junto al Campus Central de la Universidad de Magallanes. Se venden artículos importados exentos de impuestos. Se divide en un área de tiendas mayoristas, que comprende 53 hectáreas, y un centro comercial de dos niveles. En él hay tiendas de electrodomésticos, retail, cine, bowling, pista de patinaje en hielo, zona de juegos, restaurante, tiendas de moda, electrónica, fotografía, perfumería, entre muchas otras.

### Cerro de la Cruz

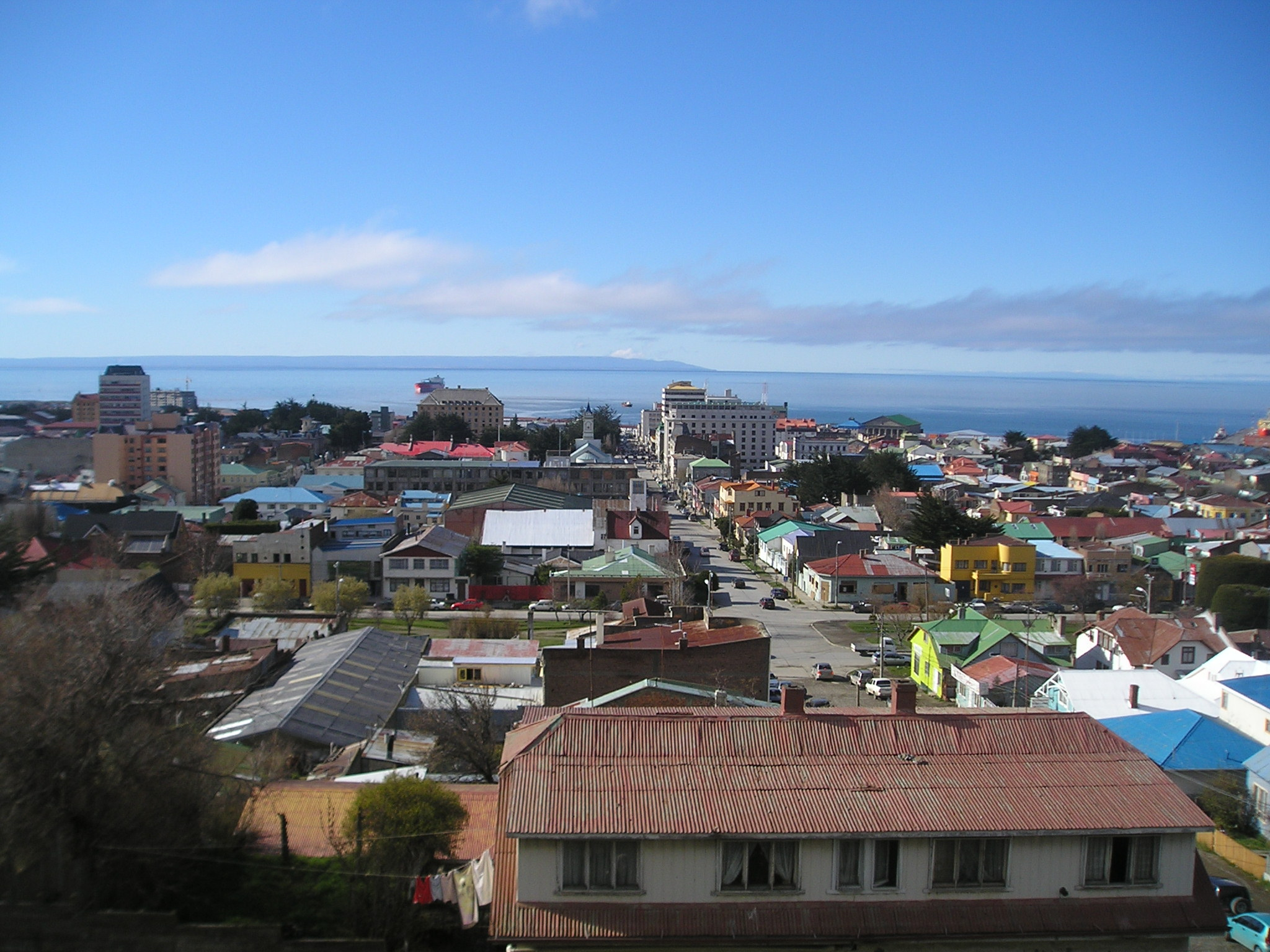
Vista al centro de la ciudad, Estrecho de Magallanes y Tierra del Fuego desde el cerro de la Cruz

Antiguamente llamado cerro de las Siembras, adopta su nombre por el monumento en forma de cruz en lo alto el cual fue el primer monumento de la región, esa cruz fue instalada luego del asesinato de un matrimonio en su casa ubicada en el sector en el cual el hijo de las víctimas pudo salvarse ocultándose bajo la cama. Se llega bajando por la calle Señoret hacia avenida Colón, donde dobla a la izquierda y sube por dos cuadras de camino pavimentado. Ahí alcanza la cima del cerro de la Cruz, desde donde se observa una vista panorámica de la ciudad, sus techos de colores, la majestuosidad del Estrecho de Magallanes y atrás Tierra del Fuego. Todos los años se realizan procesiones católicas en Semana Santa hasta su cima y es reconocido mundialmente como lugar icónico para la captura de bellas imágenes de amaneceres y atardeceres. Punta Arenas es la única capital regional de Chile trasandina por lo cual el sol sale por el mar y se esconde por la Cordillera.

### Instituto de la Patagonia
El Instituto de la Patagonia un centro de investigaciones, perteneciente a la Universidad de Magallanes. Abarca campos científicos y tecnológicos. Se puede obtener información respecto de la ciencia, cultura y técnicas patagónicas. Posee una biblioteca, un jardín botánico, museo y laboratorios.

### Teatro municipal de Punta Arenas José Bohr
Se ubica en la calle Magallanes lugar que ocupó el primer fortín de Punta Arenas, en 1848. El edificio fue donado por José Menéndez.

### Hito Mitad de Chile

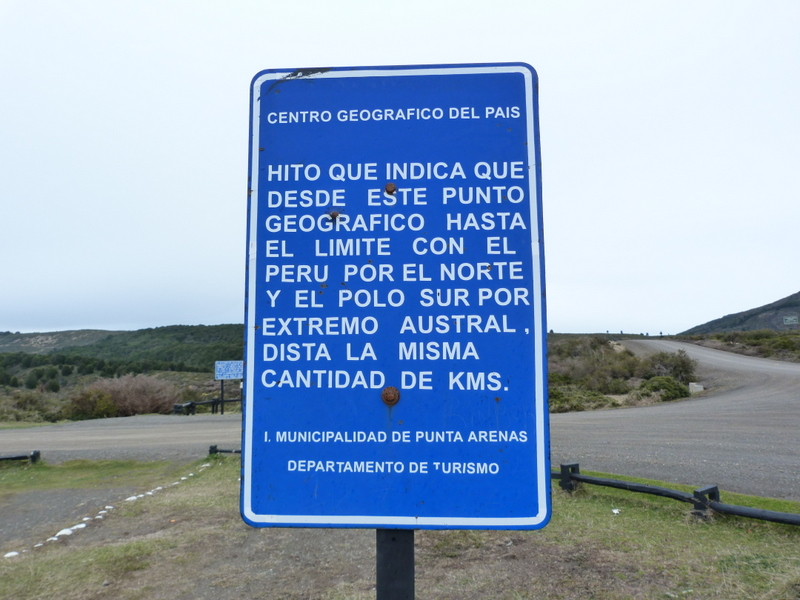
Cartel Hito Mitad de Chile.

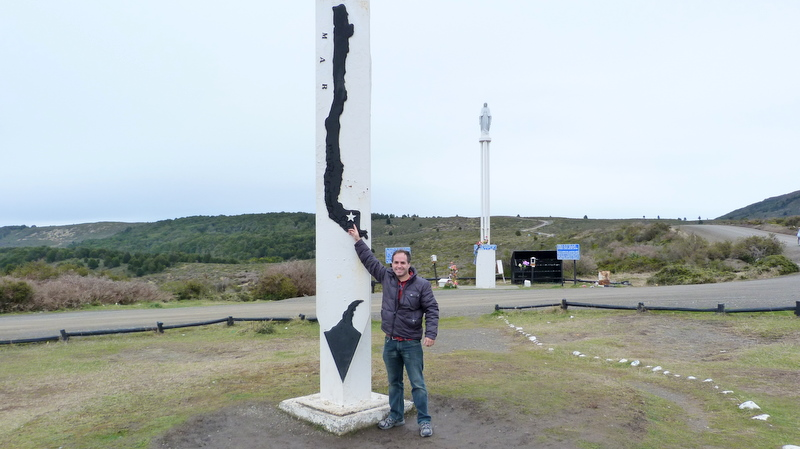
La mitad geográfica de Chile, ubicada 60 km al sur de Punta Arenas

Al sur de Punta Arenas puede seguirse el litoral central de la península de Brunswick en la ruta histórica por excelencia. Por ella pasaron alguna vez descubridores y conquistadores, indígenas, colonos y pioneros. La misma conduce a sitios como Fuerte Bulnes y Puerto del Hambre, cargados de reminiscencias legendarias.
El Monumento ubicado 57 kilómetros al sur de Punta Arenas, camino al Fuerte Bulnes. Levantado para indicar el punto medio de Chile, incluyendo el territorio continental y el Territorio Antártico Chileno, es decir, el punto medio entre la ciudad de Arica (Visviri) y el Polo Sur.

### Museos
- Museo de Historia Natural Rio Seco.
- Museo Regional Braun Menéndez

El museo se ubica en el Palacio Braun Menéndez, el cual es un Monumento Nacional. Desde febrero de 1983 funciona aquí el «Museo Regional de Magallanes», que posee material de la historia contemporánea de la región.
- Museo Regional Salesiano Maggiorino Borgatello

Se ubica en la avenida Bulnes n.º 374, al costado del Santuario María Auxiliadora. Es el más importante de la zona. Posee una completa colección de especies de la región y de la cultura ona. También se exhiben muestras de la Antártica. Fue creado en el año 1893 por los salesianos y se mantiene por contribuciones voluntarias que realiza la comunidad.
- Museo Naval y Marítimo de Punta Arenas

Se ubica en Pedro Montt N.º 981, junto al Museo Militar. Guarda una muestra histórica de las Fuerzas Armadas de Chile en el proceso de colonización del territorio de Magallanes y la Antártica chilena.
- Museo Nao Victoria

Se ubica en el 7,5 km norte de la Ruta Y-565 sitio 2A; es posible acceder a él por medio de la locomoción pública a Río Seco. Exhibe una réplica a escala real del primer buque en dar la vuelta al mundo: la Nao Victoria de Fernando de Magallanes. Desde el 1 de octubre de 2011 se ha integrado al museo una réplica también a escala real del «James Caird», utilizado por Ernest Shackleton a lo largo de su desafortunada Expedición Imperial Trans-Antártica con el Bergantín Endurance.
- Museo del Recuerdo

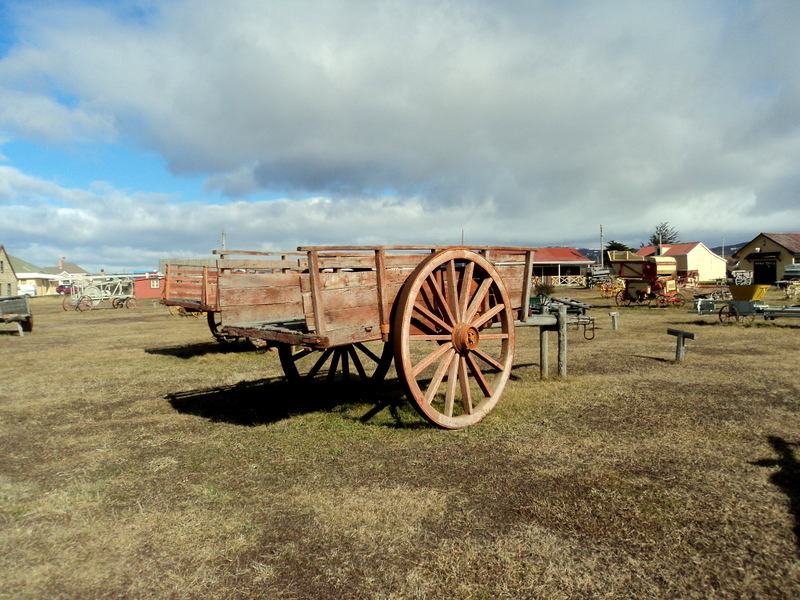
Museo del Recuerdo - Instituto de la Patagonia UMAG

El Museo del Recuerdo del Instituto de la Patagonia de la Universidad de Magallanes, se constituye en una muestra de edificaciones patrimoniales que incluye maquinarias y herramientas antiguas, que forman parte de un Museo Abierto, de alta convocatoria e identidad regional, con un importante número de visitantes extranjeros, en especial en las temporadas de primavera, verano y otoño. Cuenta con 8 edificaciones patrimoniales de madera; 40 vehículos y transporte antiguos de incalculable valor histórico, máquinas; e innumerables herramientas, asociadas principalmente a las labores de la ganadería y petroleras.

## Guarnición
La ciudad alberga a los comandos militares centrales de la V División del Ejército de Chile, la Tercera Zona Naval de la Armada de Chile y la IV Brigada Aérea de la Fuerza Aérea de Chile, con base anexa al aeropuerto en el sector de Chabunco; además, Asmar cuenta con el astillero más austral del mundo (y el segundo más grande del país).
| Rama                  | Unidad militar |
| --------------------- | --- |
| Ejército de Chile     | Comandancia de la V División de Ejército - 4.ª Brigada Acorazada - Pelotón de Aviación N.º 5                                                                                 |
| Armada de Chile       | Comandancia de la Tercera Zona Naval - Destacamento de Infantería de Marina N.º4 "Cochrane" - Grupo Aeronaval Sur - Astilleros y Maestranzas de la Armada                    |
| Fuerza Aérea de Chile | Comandancia de la IV Brigada Aérea - Grupo de Aviación N.º 6 - Grupo de Aviación N.º 12 - Grupo de Defensa Antiaérea N.º 23 - Grupo de Telecomunicaciones y Detección N.º 33 |

## Medios de comunicación

### Prensa escrita
- La Prensa Austral
- El Pingüino
- El Fortín del Estrecho
- Periódico Contraportada

### Radioemisoras
FM
- 88.1 MHz La Metro FM
- 88.5 MHz Radio Presidente Ibáñez
- 88.9 MHz Radio María
- 89.3 MHz Radio La Sabrosita
- 89.7 MHz Radio Futuro
- 90.7 MHz Inicia Radio
- 91.1 MHz Radio Corporación
- 91.5 MHz Corazón FM
- 92.1 MHz FM Dos
- 92.7 MHz Radio Concierto
- 93.1 MHz Radio Nuevo Tiempo Chile
- 93.5 MHz Radio ADN
- 94.1 MHz Soberanía Radio
- 94.7 MHz Los 40
- 95.3 MHz Pingüino Radio
- 95.9 MHz My Radio 95.9 FM
- 96.5 MHz Radio Polar
- 97.1 MHz Radio Armonía
- 97.3 MHz Milodón FM (Porvenir)
- 97.7 MHz My Radio 97.7 FM
- 98.3 MHz Radio Pudahuel
- 98.7 MHz Radio Agricultura
- 99.1 MHz Digital FM
- 99.9 MHz Sinfonía Urbana FM
- 100.3 MHz Patagonia Music
- 100.9 MHz Meridional Radio
- 101.5 MHz El Conquistador FM
- 102.1 MHz Radio Avivasur
- 102.5 MHz Radio 13c
- 103.1 MHz Radio Carnaval
- 103.7 MHz Radio Carolina
- 104.3 MHz Radio Cooperativa
- 104.7 MHz Sinfonía Tropical FM
- 105.1 MHz Radio Bío-Bío
- 105.7 MHz Radioactiva
- 106.3 MHz Romántica FM
- 106.7 MHz Radio Magallanes
- 107.1 MHz Radio Nueva Generación
- 107.5 MHz Mi Viña Radio
- 107.7 MHz Radio Polarísima

AM
- 590 kHz Pingüino Radio
- 700 kHz Radio Magallanes
- 960 kHz Radio Polar
- 1260 kHz Radio Melodía
- 1460 kHz Radio Ona
- 1500 kHz Radio Tierra del Fuego

Radioemisoras por internet
- My Radio FM Chile http://www.myradio.cl/
- Sinfonía Urbana FM Chile http://www.sinfoniaurbana.cl/
- Sinfonía Tropical FM Chile http://www.sinfoniatropical.cl/

### Televisión
TDT
- 4.1 - Pingüino TV HD
- 4.2 - Pingüino Radio
- 6.1 - TVN HD (con su filial regional TVN Red Austral)
- 6.2 - NTV
- 7.1 - Chilevisión HD
- 7.2 - UChile TV
- 9.1 - Canal 13 HD
- 9.2 - T13 En Vivo
- 11.1 - ITV Patagonia HD
- 13.1 - Mega HD
- 13.2 - Mega 2
- 35.1 - CTV 35 HD
- 38.1 - Polar TV HD
- 38.2 - Polar TV Plus
- 38.3 - Nuevos Comienzos
- 42.1 - Soberanía TV

### Televisión por cable (TV RED)
- 24 - ITV Patagonia
- 26 - TV RED
- 28 - Polar TV
- 30 - Pingüino TV
- 32 - Soberanía TV
- 33 - UMAG TV
- 35 - CTV 35
- 36 - Radio Magallanes
- 60 - SurTV

### Televisión por cable (Claro TV)
- 40 - ITV Patagonia
- 41 - Polar TV
- 42 - Pingüino TV
- 43 - SurTV
- 44 - Soberanía TV

## Catástrofes naturales

### Terremotos
Se han registrado 2 grandes movimientos sísmicos. El primero fue el terremoto de Punta Arenas de 1893 y el segundo el terremoto de Tierra del Fuego de 1949. El primer mega simulacro de terremoto y tsunami realizado en la ciudad fue el día 2 de diciembre de 2011 por la Onemi.

### Desbordes del río de las Minas
El río de las Minas es el principal río de la ciudad. Nace en la reserva nacional Magallanes y desemboca en el estrecho de Magallanes atravesando el centro de la ciudad de poniente a oriente. Ha tenido varios desbordes, dejando a gran parte de la ciudad bajo el agua en los años 1956, 1974, el 9 de mayo de 1990, y el desborde más grande que ha ocurrido en la ciudad: el del 11 de marzo de 2012, el cual causó graves daños. Tras lo cual se realizó una fuerte inversión en el casco histórico de la ciudad con remodelación de avenida Colon, pavimentación de calles de los barrios croata y playa norte y reemplazo de los principales puentes sobre el río en el centro de la ciudad.

## Deportes
Son muchos los deportes que se desarrollan en la ciudad entre los cuales se cuentan el fútbol, automovilismo, motociclismo, básquetbol, rugby, golf, esquí, ciclismo, tenis, squash,natación, entre otros.

### Fútbol
En el fútbol se cuenta con tres asociaciones ligadas a la ANFA que son la Asociación de Fútbol Punta Arenas, Asociación de Fútbol 18 de Septiembre, Asociación de Fútbol Barrio Sur y una liga de aficionados la Liga Popular. Estas asociaciones y la Liga Popular cuentan con canchas sintéticas dotadas de iluminación artificial. El principal recinto de fútbol de la ciudad es el estadio municipal Antonio Ríspoli Díaz. Entre junio y septiembre no hay fútbol por el invierno, que en la región se manifiesta con lluvias, vientos y nieve durante este período del año. Siempre se piensa en una solución para poder desarrollar deportes y actividades de carácter masivo en esta época como sería poder tener techado el estadio fiscal tal como ocurre con algunos recintos europeos.

### Rugby
El rugby se ve presentado por dos clubes:
El primero llamado «Shenu Rugby Club» representado por los exalumnos como los actuales del colegio Británico pero no solo está integrado por los alumnos de ese establecimiento sino también está integrado por pobladores de Punta Arenas, estos integrantes tienen un buen puntaje a nivel internacional.
El otro club es «UMAG Rugby Club» de la Universidad de Magallanes conformado por estudiantes de la universidad y alumnos de otros establecimientos educacionales de la ciudad, contempla distintas categorías, y con una escuela de rugby, que comenzó a funcionar en el año 2011, este club tiene la cancha de rugby más grande de la Región de Magallanes ubicada en el Campus Central de la Universidad de Magallanes, y ostenta un palmarés de todos los torneos tanto a nivel local como a nivel de la Unión Santacruceña de Rugby y de los torneos de campeones del sur de Argentina, de la temporada 2010. Este deporte a nivel local está demostrando gran interés entre jóvenes desde los 8 años en adelante y un gran desarrollo a nivel internacional y profesional.

### Automovilismo
El automovilismo es un deporte que mueve muchos aficionados con diversas ramas "tuercas" como el Rally, Turismo Carretera, Buggy Cross y Cuarto de Milla. Entre en los recintos con que se cuenta son el Autódromo Cabo Negro y la pista de Buggys de Punta Arenas.

### Motociclismo
El motociclismo se ve representado en el motocross con un gran número de aficionados, contando con un "motodromo" en el llamado "Circuito Ricardo Navarro", ubicado en el barrio Industrial de Punta Arenas.

### Baloncesto
Entre una de sus actividades de mayor relevancia cuenta con la Asociación Deportiva Regional Maxibásquetbol de Magallanes y Antártica Chilena compuesto por nueve clubes regionales con personalidad jurídica Club Deportivo Rama Básquetbol Sénior Español, Club Deportivo Liceo de Punta Arenas, Club Deportivo Natales, Club Deportivo Sokol Senior, Club Deportivo Transportes Cono Sur, Club Deportivo San Miguel de Punta Arenas, Club Deportivo Prat, Club Deportivo UMAG, Club Deportivo Vickery además del Club Deportivo Aviación que actúa como equipo invitado sin derecho a voto.
Cuentan con dos categorías: Mayores de 35 años con 10 equipos y Mayores de 45 años con 8 equipos, realizan una competencia que se inicia normalmente en marzo en forma ininterrumpida todos los fines de semana hasta el mes de octubre, logrando ser televisado mediante contrato con TVRed el partido con mayor atractivo del fin de semana para la comunidad regional.

### Otros
Otra disciplina deportiva destacada es el Go, juego milenario de origen chino, desde 2008 reconocido como Deporte Olímpico de la Mente. Practicado en Punta Arenas desde 2006, se han gestado destacados jugadores tanto a nivel nacional como internacional: - Sebastián Montiel en Pekín 2008, - José Fernández en Corea 2009, - Leslie Pérez en Cantón, China 2012, - Sebastián Montiel en Gwanju, Corea del Sur 2012
Finalmente el squash ha tenido cita en la ciudad Austral organizando un par de años una Fecha Nacional de Squash, con jugadores provenientes de todo el país, invitados destacados de Perú.

## Ciudades hermanas
- Río Gallegos, Argentina[29] [cita requerida]
- Río Grande, Argentina [cita requerida]
- Ushuaia, Argentina[30]
- Split, Croacia [cita requerida]
- Bellingham, Estados Unidos [cita requerida]
- Puerto Deseado, Argentina[31]

### Nombramientos
| Predecesor: San Miguel de Allende | Capital Americana de la Cultura 2020 | Sucesor: Estado de Zacatecas |